# Puente

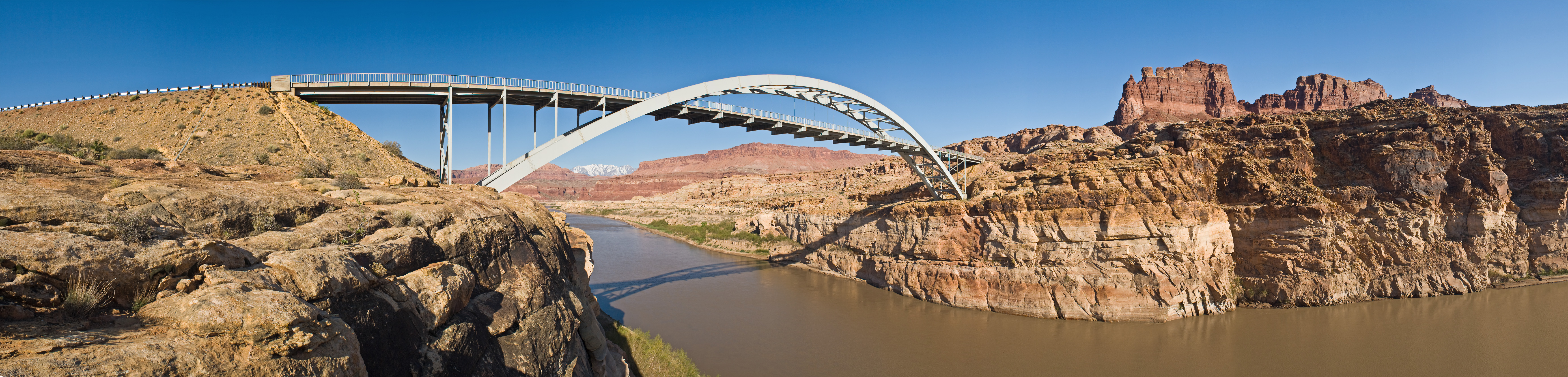
Puente Hite Crossing sobre el río Colorado, en Estados Unidos.

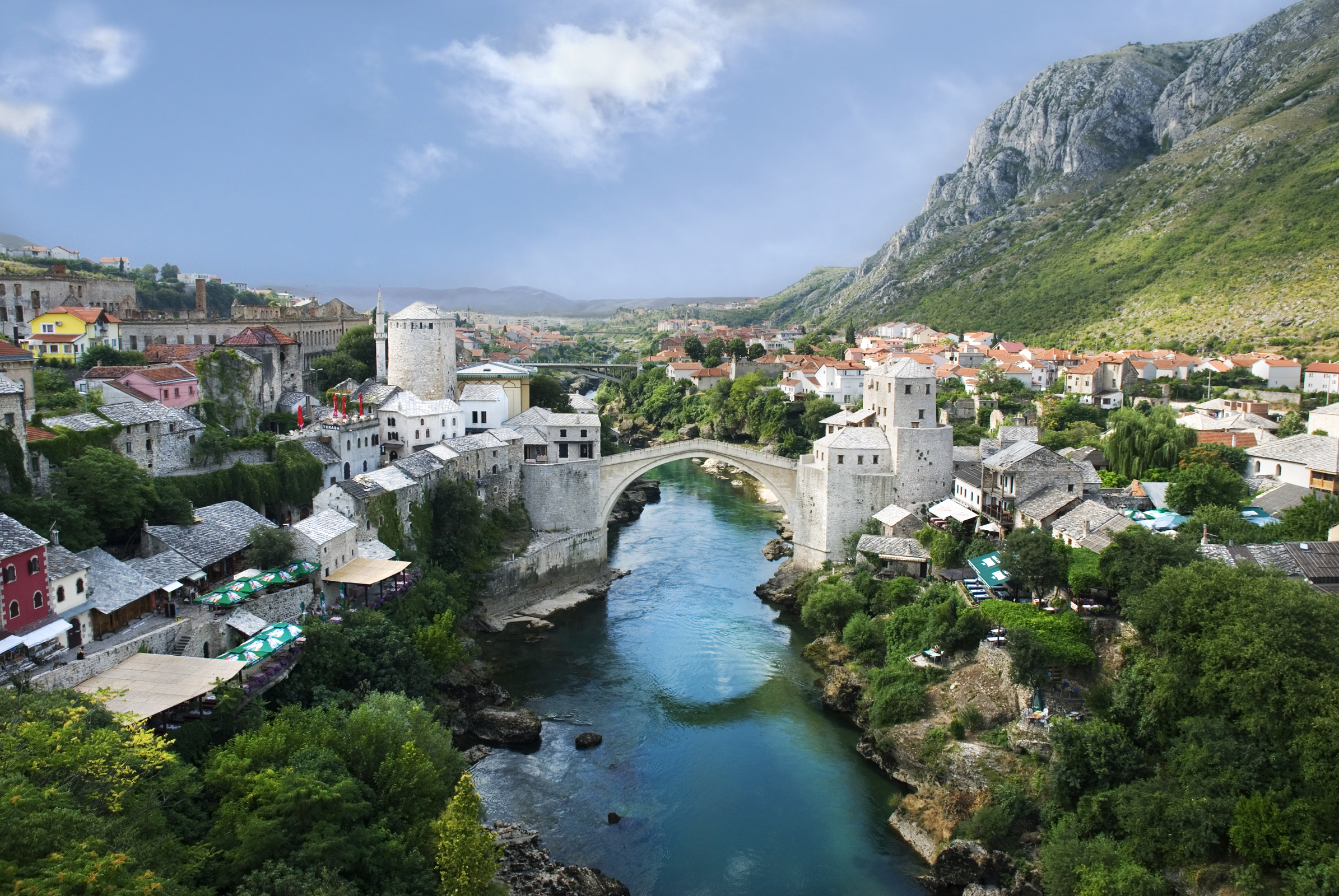
Puente en Mostar, Bosnia Herzegovina.

Un puente es una estructura construida para cruzar por encima un obstáculo físico (como un cuerpo de agua, un valle, una carretera o un ferrocarril) sin bloquear el camino que pasa por debajo. Se construye con el propósito de proporcionar un paso sobre el obstáculo, que suele ser algo que de otro modo sería difícil o imposible de cruzar. Los diseños de los puentes varían en función de factores como la función del puente, la naturaleza del terreno donde se construye y ancla el puente, el material utilizado para hacerlo y los fondos disponibles para construirlo. Su proyecto y cálculos corresponden a la ingeniería estructural.
Los primeros puentes probablemente se construyeron con árboles caídos y piedras para pisar. Los pueblos del Neolítico construyeron puentes de madera sobre pantanos. El puente de Kazarma, que data del siglo XIII a. C., en el Peloponeso, es uno de los puentes de arco más antiguos que existen y se utilizan. El Gran Puente de Danyang–Kunshan es, al 2025, el puente más largo del mundo, con una longitud total de 164.8 kilómetros.

## Historia de los puentes

El puente Queshuachaca, sobreviviente de los antiguos puentes de cuerda incas, cuyas técnicas de renovación anual son Patrimonio de la Humanidad.

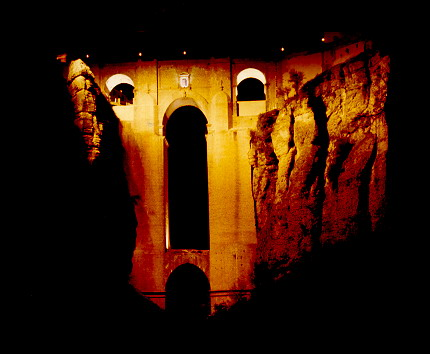
Puente sobre el Tajo de Ronda, del.

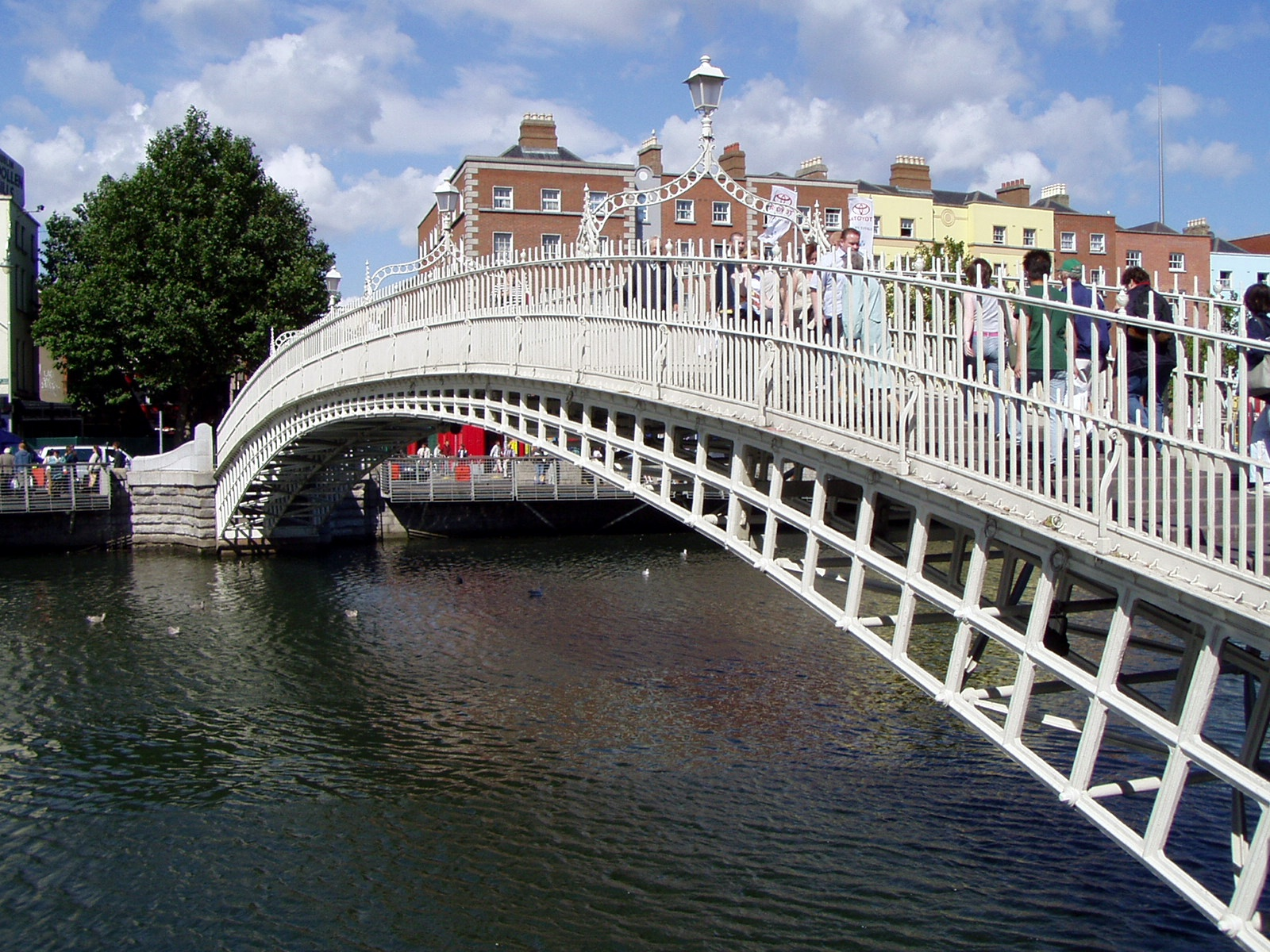
Puente del Medio Penique en Dublín, Irlanda. La aparición del acero como material constructivo y posteriormente del hormigón revolucionó la construcción de puentes.

La necesidad humana de cruzar pequeños arroyos y ríos fue el comienzo de la historia de los puentes. Hasta el día de hoy, la técnica ha pasado desde una simple losa hasta grandes puentes colgantes que miden varios kilómetros y que cruzan bahías. Los puentes se han convertido a lo largo de la historia no solo en un elemento muy básico para una sociedad, sino en símbolo de su capacidad tecnológica.

### De la prehistoria a los grandes constructores romanos
Los puentes tienen su origen en la misma prehistoria. Posiblemente el primer puente de la historia fue un árbol que usó un ser prehistórico para conectar las dos orillas de un río. También utilizaron losas de piedra para arroyos pequeños cuando no había árboles cerca. Los siguientes puentes fueron arcos hechos con troncos o tablones y ocasionalmente con piedras, empleando un soporte simple y colocando vigas transversales. La mayoría de estos primeros puentes estaban construidos muy pobremente y rara vez soportaban cargas muy pesadas. Fue esta insuficiencia la que llevó al desarrollo de puentes mejorados.

#### Puente de arcos

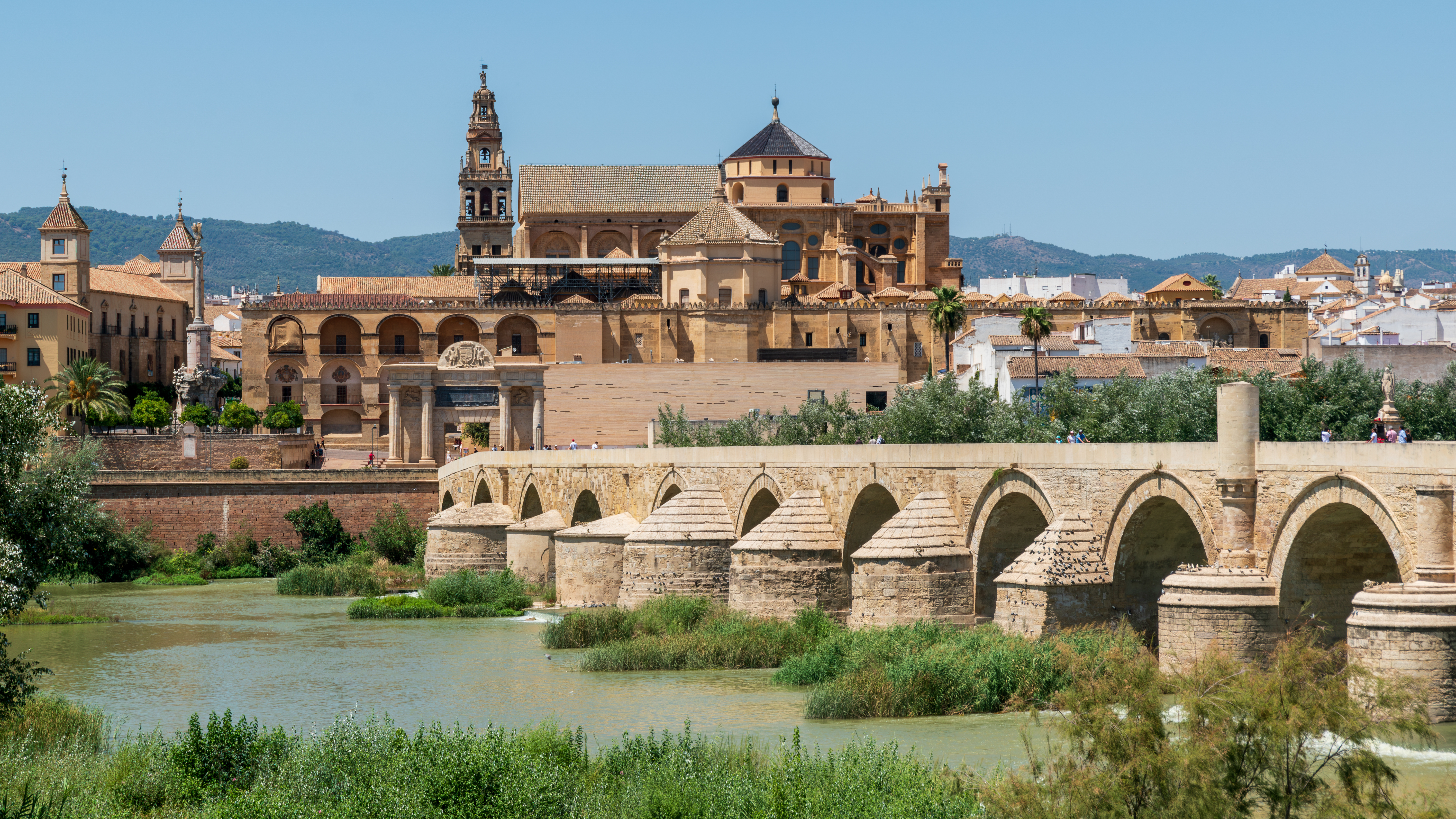
Puente romano de Córdoba, con la Mezquita de Córdoba. Los romanos fueron grandes constructores de puentes y acueductos en la antigüedad.

Un puente en arco es un puente con apoyos situados en los extremos de la luz a salvar, entre los cuales se dispone una estructura con forma de arco con la que se transmiten las cargas. El tablero puede estar apoyado o colgado de esta estructura principal, dando origen a distintos tipos de puentes arco en función de la posición relativa del tablero respecto al arco.
El arco fue usado por primera vez por el Imperio romano para puentes y acueductos, algunos de los cuales todavía se mantienen en pie. Los puentes basados en arcos podían soportar condiciones que antes habrían destruido a cualquier puente.
Un ejemplo de esto es el puente de Alcántara, construido sobre el río Tajo, cerca de la frontera con Portugal. La mayoría de los puentes anteriores habrían sido barridos por la fuerte corriente. Los romanos también usaban cemento, que reducía la variación de la fuerza que tenía la piedra natural. Un tipo de cemento, llamado puzolana, consistía en agua, limo, arena y roca volcánica. Los puentes de ladrillo y mortero fueron retomados después de la era romana, ya que la tecnología del cemento se perdió y más tarde fue redescubierta.

#### Puente de cuerdas
Los puentes de cuerdas, un tipo sencillo de puentes suspendidos, fueron usados por la civilización Inca en los Andes de Sudamérica, justo antes de la colonización europea en el siglo XVI.

### El puente en la Edad Media
Después de esto, la construcción de puentes no sufrió cambios sustanciales durante mucho tiempo. La piedra y la madera se utilizaban prácticamente de la misma manera durante la época napoleónica que durante el reinado de Julio César, incluso mucho tiempo antes. La construcción de los puentes fue evolucionando conforme la necesidad que de ellos se sentía. Cuando Roma empezó a conquistar la mayor parte del mundo conocido, iban levantando puentes de madera más o menos permanentes; cuando construyeron calzadas pavimentadas, alzaron puentes de piedra labrada.
A la caída del Imperio romano, el arte sufrió un gran retroceso durante más de seis siglos. El hombre medieval veía en los ríos una defensa natural contra las invasiones, por lo que no consideraba necesario la construcción de los medios para salvarlos. El puente era un punto débil en el sistema defensivo feudal. Por lo tanto muchos de los que estaban construidos fueron desmantelados, y los pocos que quedaron estaban protegidos con fortificaciones.
Un tipo fue muy habitual en Europa, el de los puentes habitados, con viviendas y tiendas. Su origen tuvo una única motivación, la fiscalidad: en esos puentes vivían los pobres y los comerciantes que buscaban evadir el contrato de censo (abonable al propietario del suelo) y el peaje (concesión, abonable al señor feudal). Prácticamente han desaparecido todos.

### La Edad Moderna en los puentes

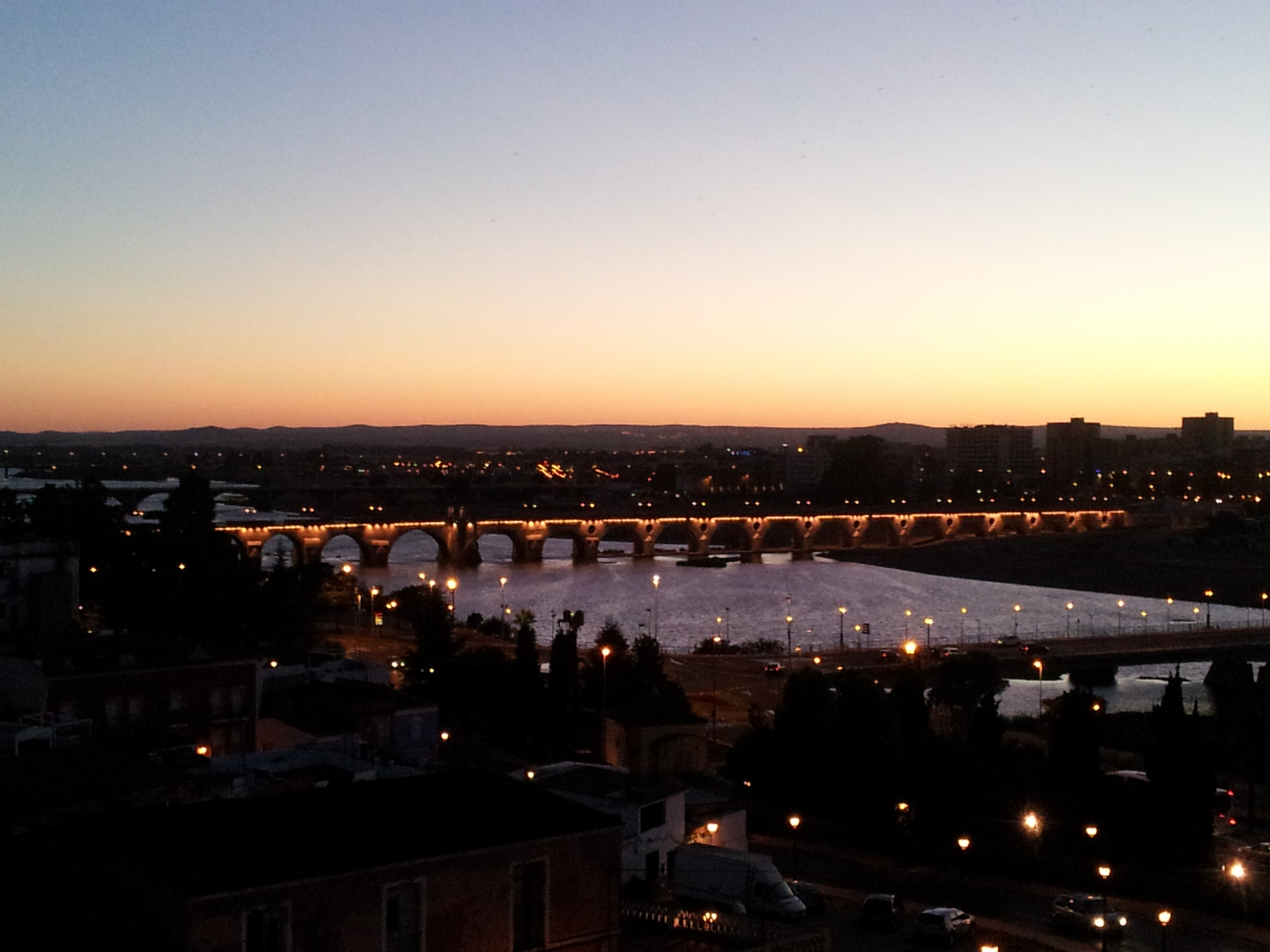
Puente de Palmas, Badajoz (siglos XV-XVI).

Durante el siglo XVIII hubo muchas innovaciones en el diseño de puentes con vigas por parte de Hans Ulrich, Johannes Grubenmann y otros. El primer libro de ingeniería para la construcción de puentes fue escrito por Hubert Gautier en 1716.

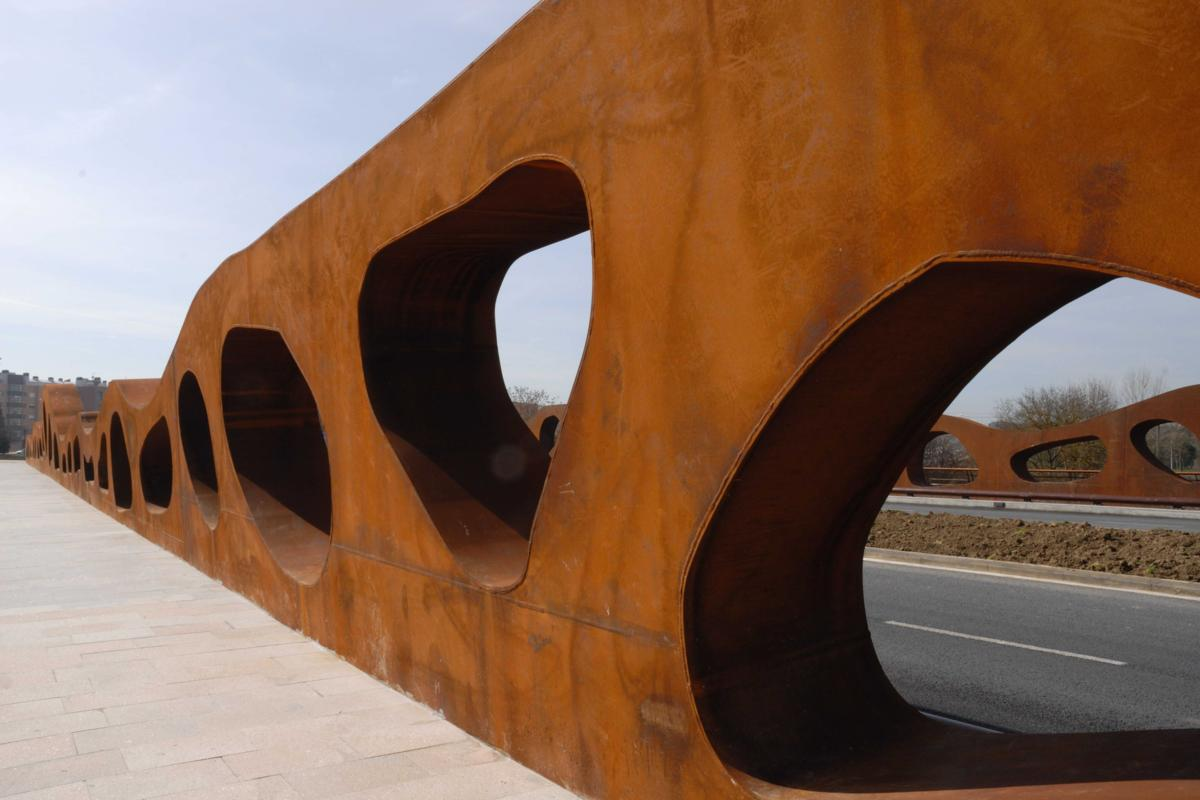
Celosía estructural de formas orgánicas del puente de Abetxuko en Vitoria, España.

### La revolución del acero y el hormigón
Con la Revolución industrial en el siglo XIX, se desarrollaron los sistemas de celosía de hierro forjado para puentes más grandes, pero el hierro no tenía la fuerza elástica necesaria para soportar grandes cargas. Con la llegada del acero, que tiene un alto límite elástico, se construyeron puentes mucho más largos, en muchos casos utilizando las ideas de Gustave Eiffel.

## Diseño

### Partes de un puente
En su aspecto técnico, la ingeniería de un puente tradicional diferencia, además de los cimientos, dos partes esenciales: la superestructura y la infraestructura, y en ellas, pueden desglosarse los siguientes componentes básicos:
- Tramo: Parte del puente que sostienen bastiones o pilastras.
- Bastión: En la subestructura, apoyo para un tramo.
- Ménsula: Recurso arquitectónico tradicional para descargar el sobrepeso de bastiones y pilas.
- Relleno o ripio: Retenido por los estribos, sustituye los materiales (tierra, rocas, arena) removidos, y refuerza la resistencia de bastiones, pilastras.
- Asiento: Parte del bastión en el que descansa un tramo, y en el caso de las pilas los extremos de dos tramos diferentes.
- Losa de acceso: Superficie del rodamiento que se apoya en la ménsula.
- Luz (entre bastiones): Distancia media entre las paredes internas de pilas o bastiones consecutivos.
- Contraventeo: Sistema para dar rigidez a la estructura.
- Tablero: Base superior de rodaje que sirve además para repartir la carga a vigas y largueros, en casos especiales, el tablero puede estar estructurado para sostener una vía férrea, un canal de navegación, un canal de riego, en estos dos últimos caso se les llama "puente canal"; o una tubería, en cuyo caso se llama puente tubo.
- Viga transversal: Armadura de conexión entre las vigas principales (un ejemplo de conjunto son las vigas de celosía).
- Apoyos: Placas y ensamblajes diseñados para recibir, repartir y transmitir reacciones de la estructura (ejemplos de este tipo de apoyo son los rodines y balancines).
- Arriostrados laterales o vientos: Unen las armaduras y les dan rigidez.
- Apartadero o balconcillo: zona de parada de peatones o descanso en los márgenes de la calzada o tablero.
- Otras secciones: Goznes, juntas de expansión, marcos rígidos, placas de unión, vigas de diversas categorías y superficie de rodamiento.[7]

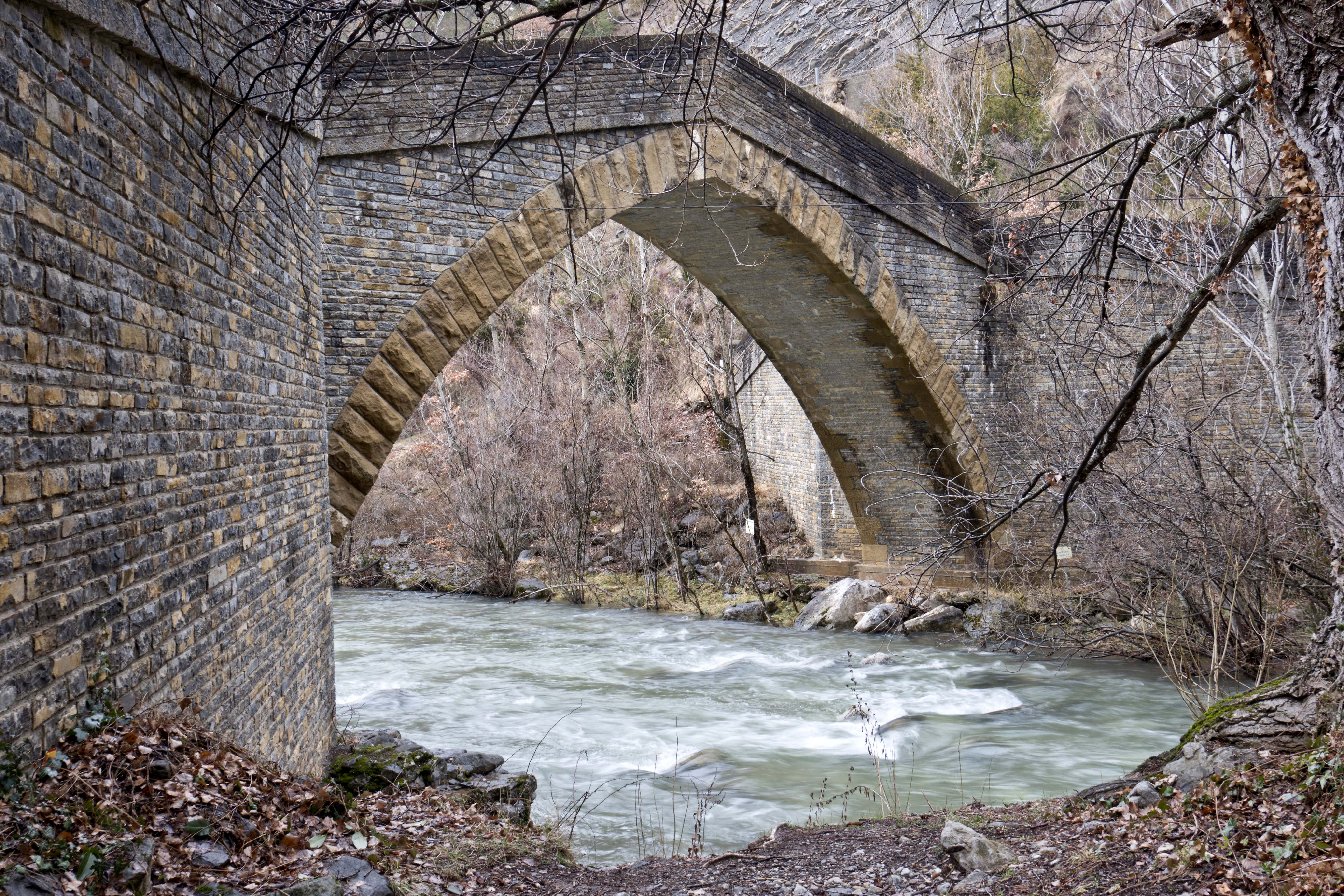
Puente con pretil sobre el río Isábena en el Monasterio de Santa María de Obarra.

En cuanto a la estructura arquitectónica, en un puente se pueden distinguir:
- Andén.
- Arcada (arcos).
- Encachado.[8]
- Cabeza de puente.
- Estribos y manguardias.
- Ojo.
- Pila, pilar, pilote, zampa.
- Pretil, acitara, antepecho, barandilla.
- Tajamar (ver 20 en visualización).
- Zapata.

### Análisis y diseño
A diferencia de los edificios, cuyo diseño está dirigido por los arquitectos, los puentes suelen ser diseñados por ingenieros. Esto se debe a la importancia de los requisitos de ingeniería, es decir, salvar el obstáculo y tener la durabilidad necesaria para perdurar, con un mantenimiento mínimo, en un entorno exterior agresivo. Los puentes se analizan primero; se calculan las distribuciones del momento de flexión y de la fuerza cortante debido a las cargas aplicadas. Para ello, el método de elementos finitos es el más popular. El análisis puede ser unidimensional, bidimensional o tridimensional. Para la mayoría de los puentes, basta con un modelo de placa bidimensional (a menudo con vigas de refuerzo) o un modelo de elementos finitos ascendente. Una vez completado el análisis, el puente se diseña para resistir los  momentos flectores y las fuerzas de corte aplicadas, y se seleccionan los tamaños de las secciones con capacidad suficiente para resistir las tensiones. Muchos puentes se construyen con hormigón pretensado, que tiene buenas propiedades de durabilidad, ya sea mediante el pretensado de las vigas antes de su instalación o el postensado in situ.
En la mayoría de los países, los puentes, al igual que otras estructuras, se diseñan de acuerdo con los principios del  Diseño del Factor de Carga y Resistencia (LRFD). En términos sencillos, esto significa que la carga se factoriza por un factor superior a la unidad, mientras que la resistencia o capacidad de la estructura se multiplica por un factor inferior a la unidad. El efecto de la carga factorizada (tensión, momento de flexión) debe ser menor que la resistencia factorizada a ese efecto. Ambos factores tienen en cuenta la incertidumbre y son mayores cuando ésta es mayor.

### Eficiencia

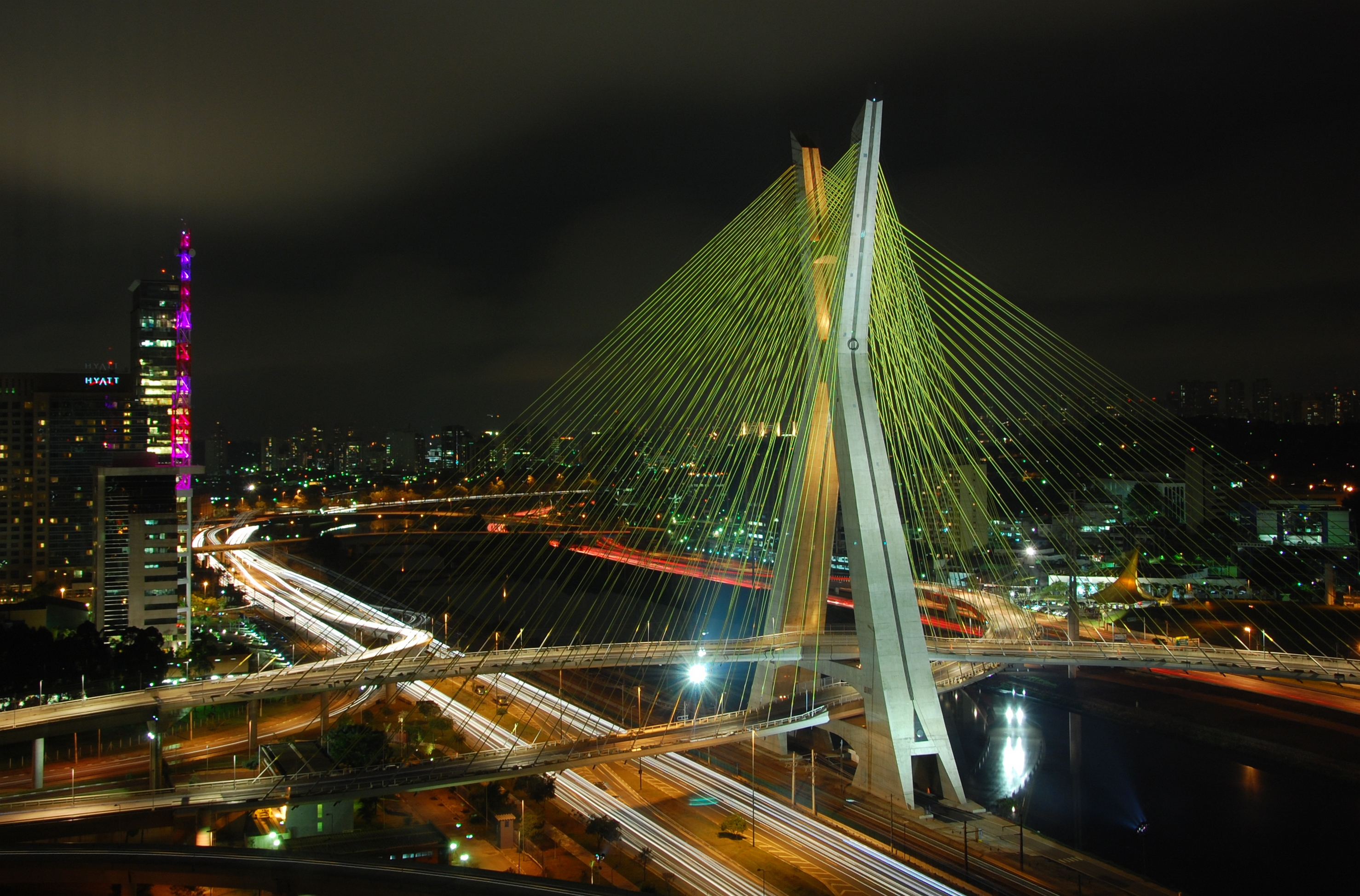
El Puente Octávio Frias de Oliveira en São Paulo, Brasil.
Es el único puente atirantado en el mundo con dos pistas curvas sostenidas por una única estructura.

La eficiencia estructural de un puente puede ser considerada como el ratio (cociente) entre la carga que puede soportar el puente y el peso del propio puente, dado un determinado conjunto de materiales. En un desafío común, algunos estudiantes son divididos en grupos y reciben cierta cantidad de palos de madera, una distancia para construir y pegamento, y después les piden que construyan un puente que será puesto a prueba hasta destruirlo, agregando progresivamente carga en su centro. El puente que resista la mayor carga es el más eficiente. Una medición más formal de este ejercicio es pesar el puente completado en lugar de medir una cantidad arreglada de materiales proporcionados y determinar el múltiplo de este peso que el puente puede soportar, una prueba que enfatiza la economía de los materiales y la eficiencia de las ensambladuras con pegamento.
La eficiencia económica de un puente depende de su ubicación, del tráfico potencial que pueda captar y del importe de los ahorros que conlleva la construcción del puente (en lugar de, por ejemplo, un transbordador, o una ruta más larga) comparado con su coste. El costo de su vida útil está compuesto de materiales, mano de obra, maquinaria, ingeniería, costo del dinero, seguros, mantenimiento, renovación y, finalmente, demolición y eliminación de sus asociados, reciclado y reemplazamiento, menos el valor de chatarra y reutilización de sus componentes. Los puentes que emplean solo compresión, son relativamente ineficientes estructuralmente, pero pueden ser altamente eficientes económicamente donde los materiales necesarios están disponibles cerca de su emplazamiento y el costo de la mano de obra es bajo. Para puentes de tamaño medio, los apuntalados o de vigas suelen ser los más económicos, mientras que en algunos casos, la apariencia del puente puede ser más importante que su eficiencia de costo. Los puentes más grandes generalmente deben construirse suspendidos.

### Estética

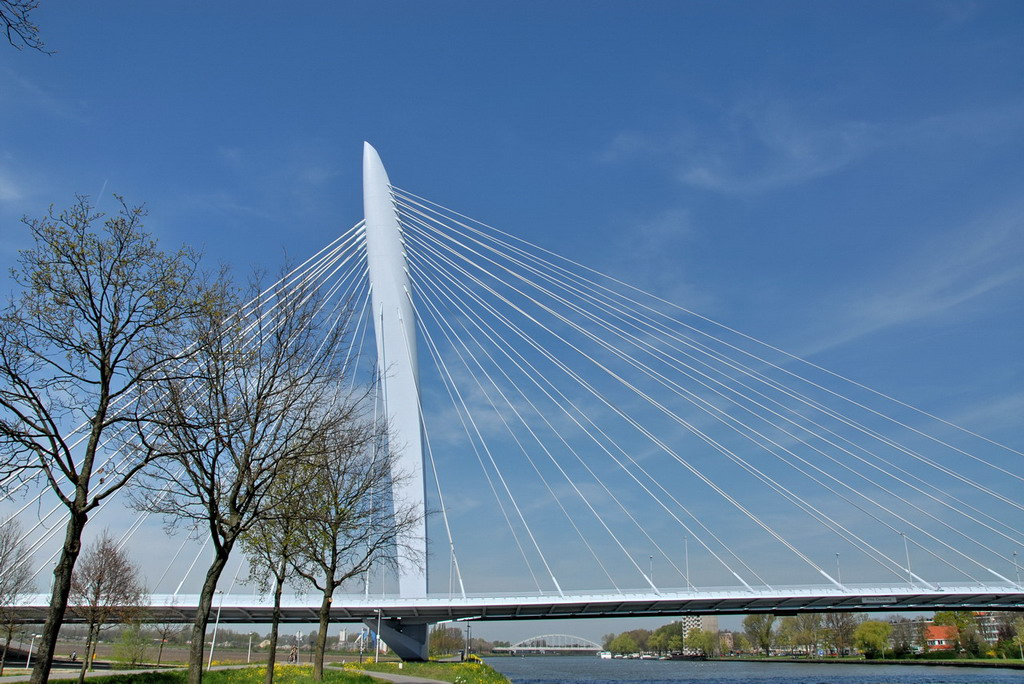
Prins Clausbrug a través del canal Ámsterdam-Rin en Utrecht, Países Bajos.

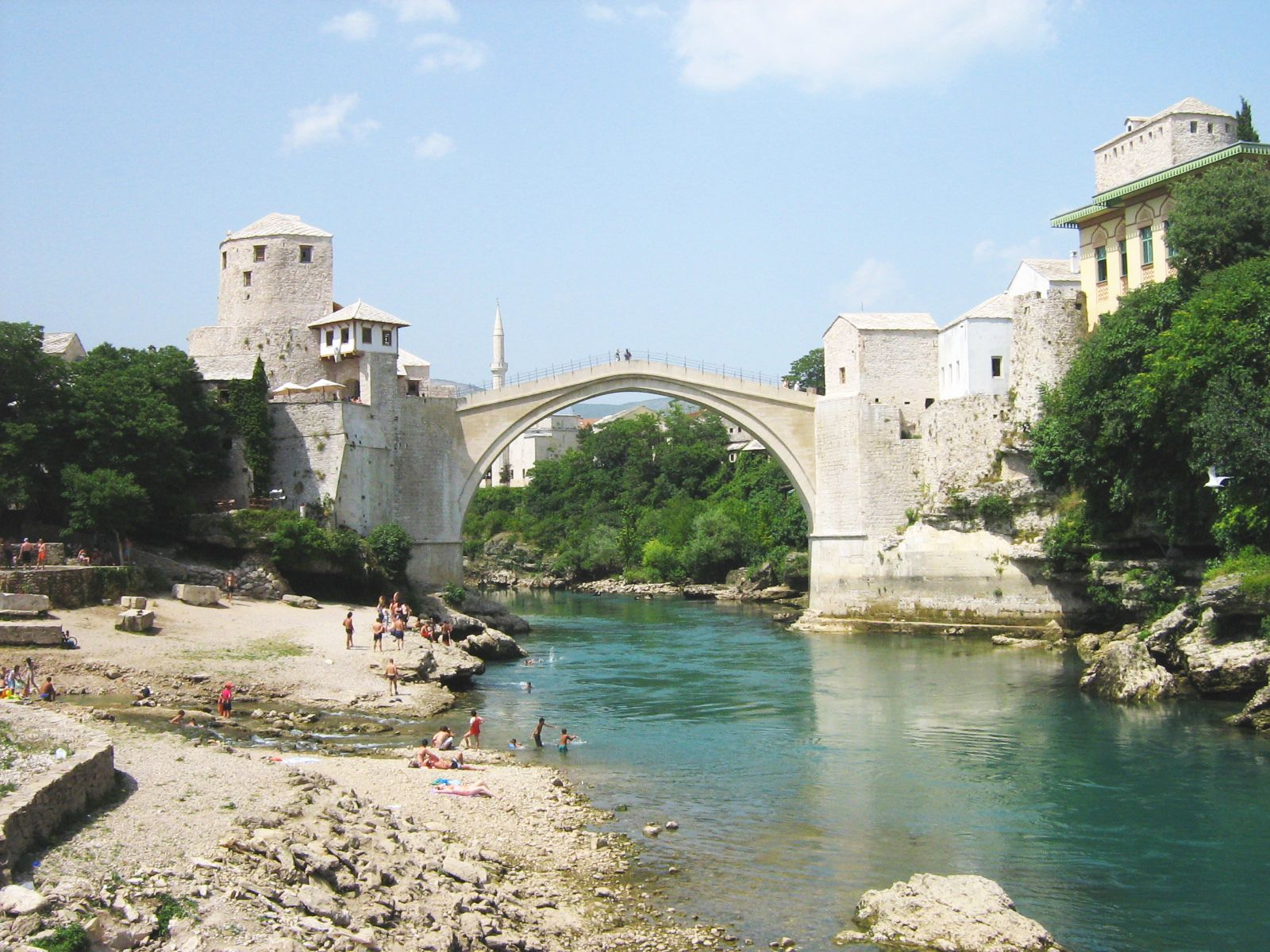
Patrimonio Mundial de Stari Most (Puente Viejo) da nombre a la ciudad de Mostar, Bosnia y Herzegovina.

La mayoría de los puentes tienen un aspecto utilitario, pero en algunos casos, la apariencia del puente puede tener gran importancia. A menudo, este es el caso de un gran puente que sirve de entrada a una ciudad, o que cruza sobre la entrada principal de un puerto. A veces se conocen como puentes emblemáticos. Los diseñadores de puentes en parques y a lo largo de vías verdes también suelen dar más importancia a la estética. Algunos ejemplos son los puentes de piedra de la Taconic State Parkway de Nueva York.

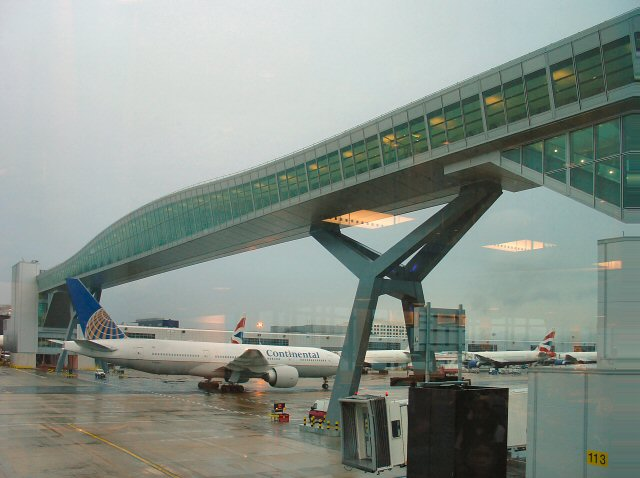
Puente del aeropuerto de Gatwick, bajo el que pueden pasar los aviones.

Para crear una imagen bella, algunos puentes se construyen mucho más altos de lo necesario. Este tipo, que se encuentra a menudo en los jardines de estilo oriental, se llama puente de la Luna, que evoca una luna llena creciente. Otros puentes de jardín pueden cruzar sólo un lecho seco de guijarros lavados por el arroyo, con la única intención de transmitir la impresión de un arroyo. A menudo, en los palacios, se construye un puente sobre una vía de agua artificial como símbolo del paso a un lugar o estado de ánimo importante. Un conjunto de cinco puentes cruza una vía de agua sinuosa en un importante patio de la Ciudad Prohibida de Pekín (China). El puente central estaba reservado exclusivamente para el uso del Emperador y la Emperatriz, con sus asistentes.

## Tipos de puentes
Existen cinco tipos principales de puentes: puentes viga, en ménsula, en arco, colgantes y atirantados. El resto son derivados de estos.

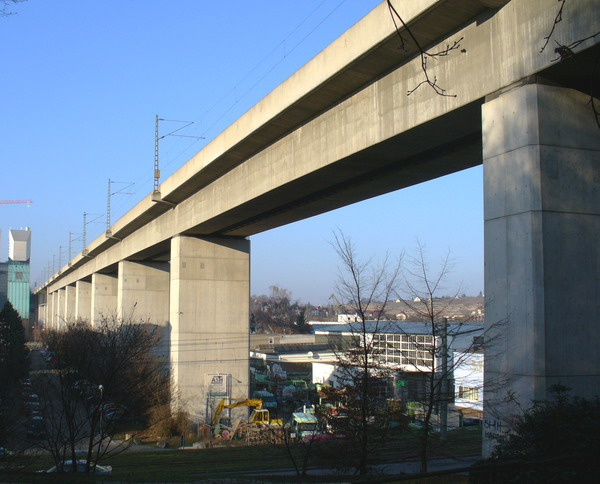
En viga (viaducto ferroviario en Stuttgart Cannstatt), trabaja a tracción en la zona inferior de la estructura y compresión en la superior, es decir, soporta un esfuerzo de flexión. No todos los viaductos son puentes viga; muchos son en ménsula.
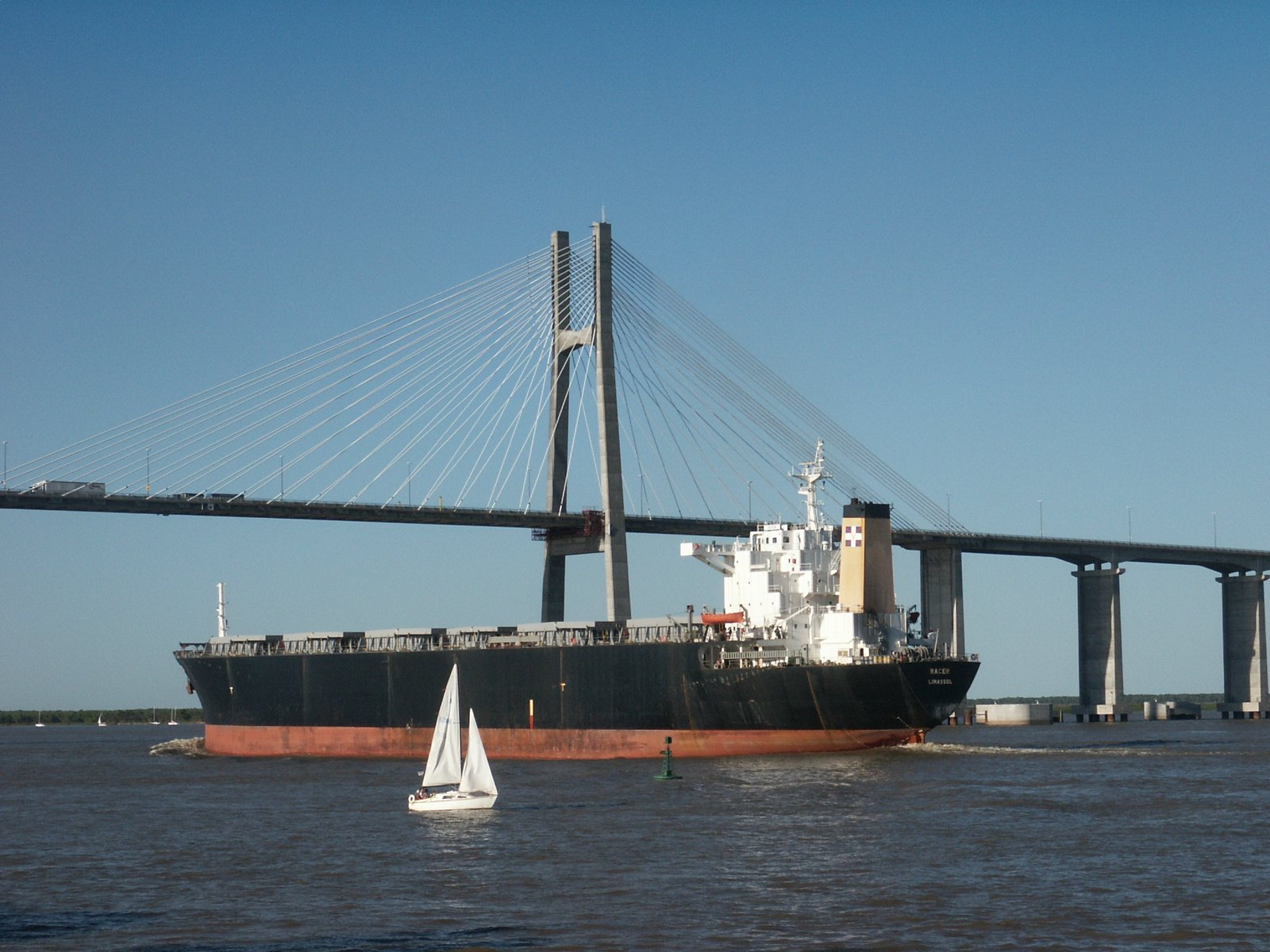
En ménsula (puente Rosario-Victoria), trabaja a tracción en la zona superior de la estructura y compresión en la inferior. Los puentes atirantados (foto) son una derivación de este estilo.
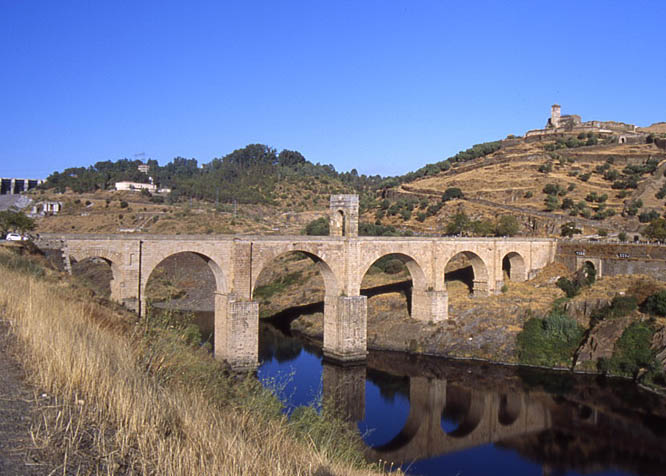
En arco (puente de Alcántara), trabaja a compresión en la mayor parte de la estructura. Usado desde la Antigüedad.
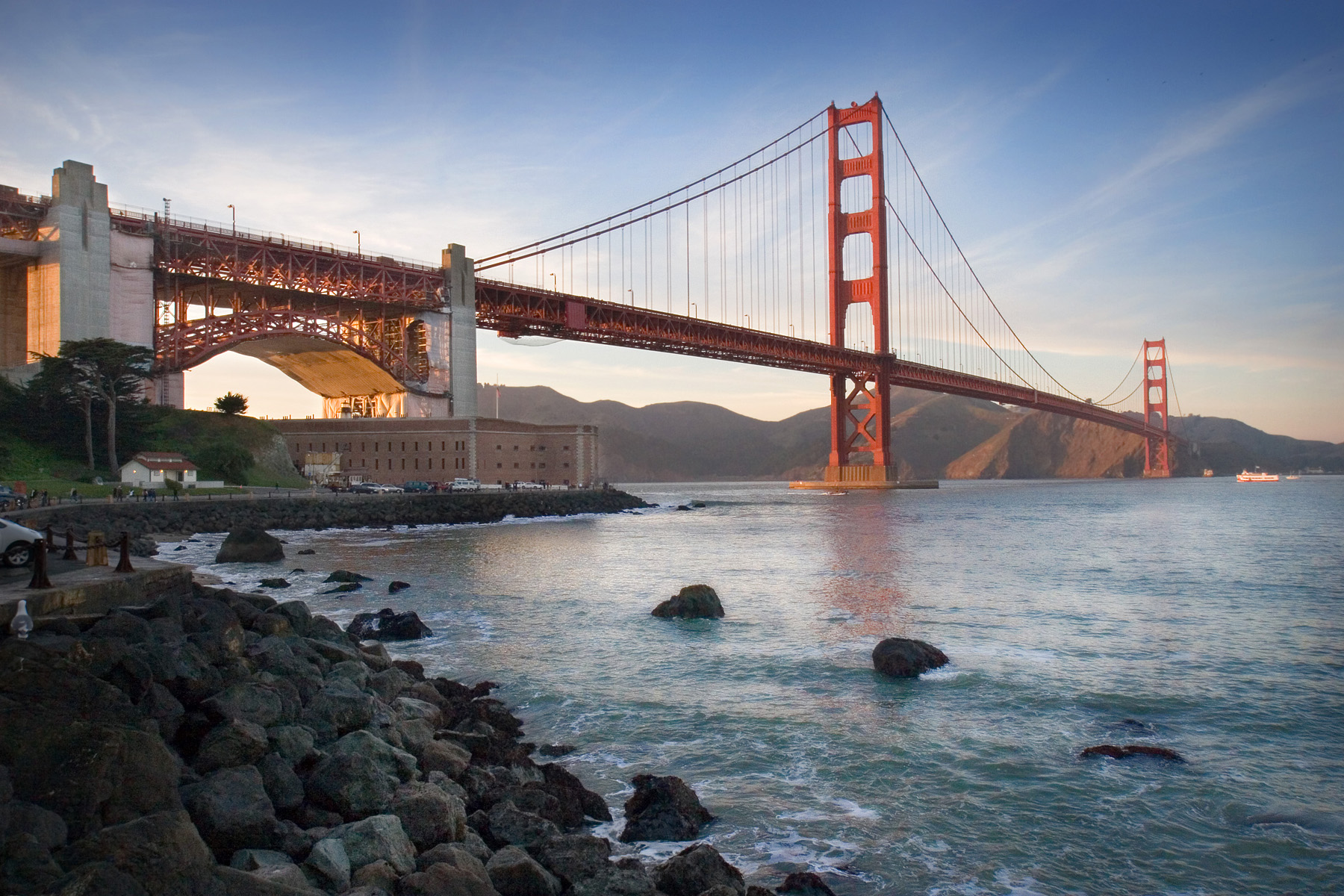
Colgante (puente Golden Gate), trabaja a tracción en la mayor parte de la estructura.
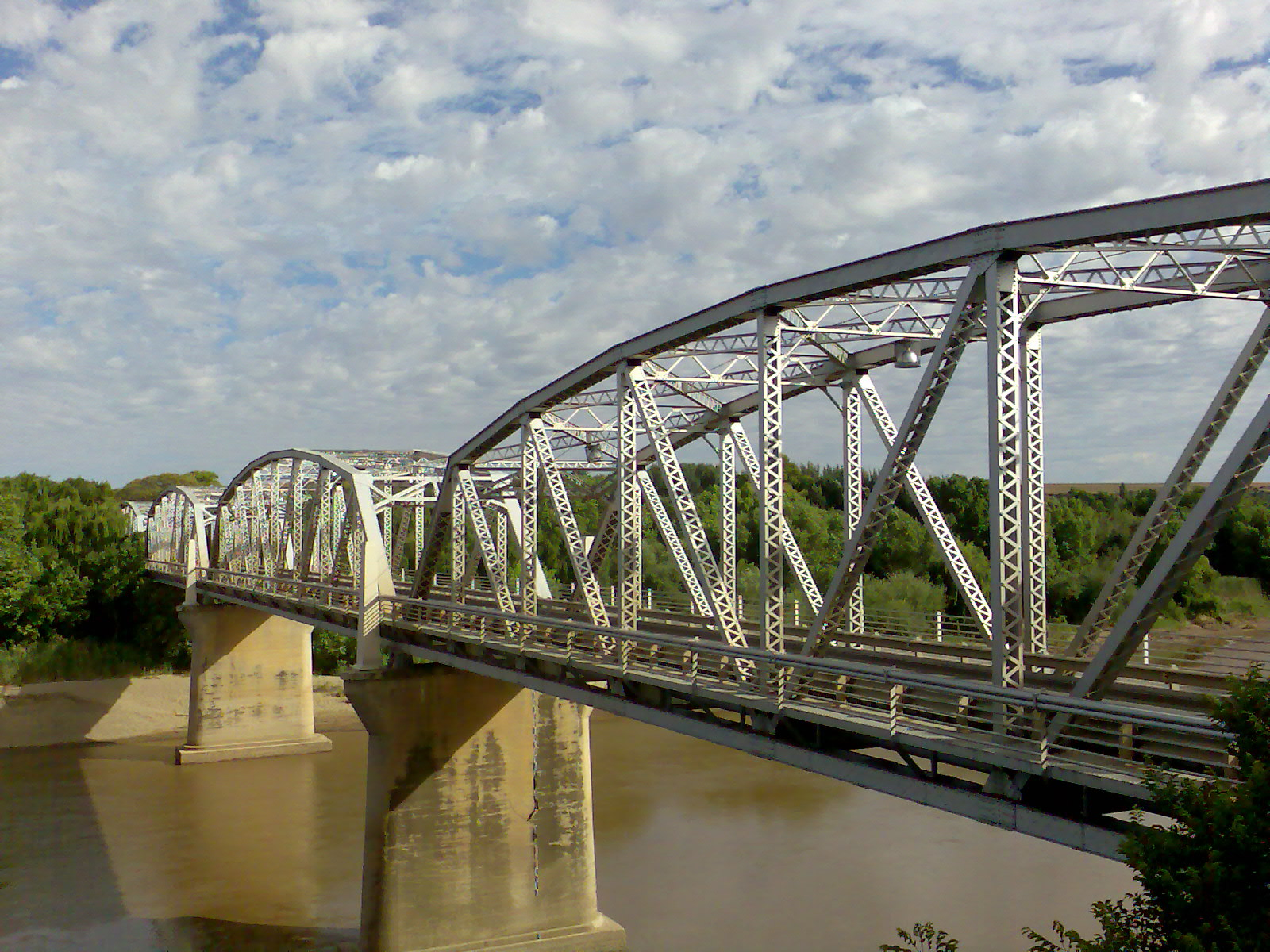
Apuntalado (puente del General Hertzog) compuesto de elementos conectados con tensión, compresión o ambos.
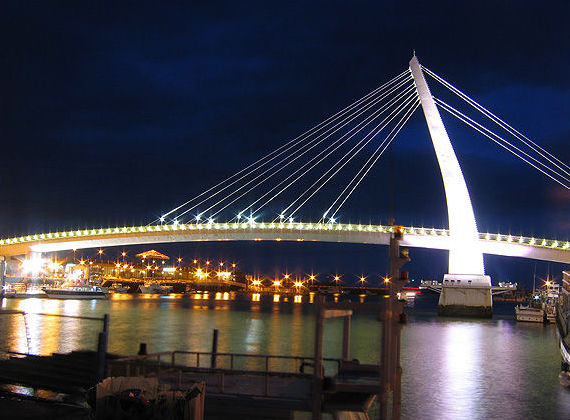
Atirantado (puente del Amor, Taiwán). Su tablero está suspendido de uno o varios pilones centrales mediante obenques.

### Por su uso

Gráfico que muestra el tipo de puente en función de la luz a salvar

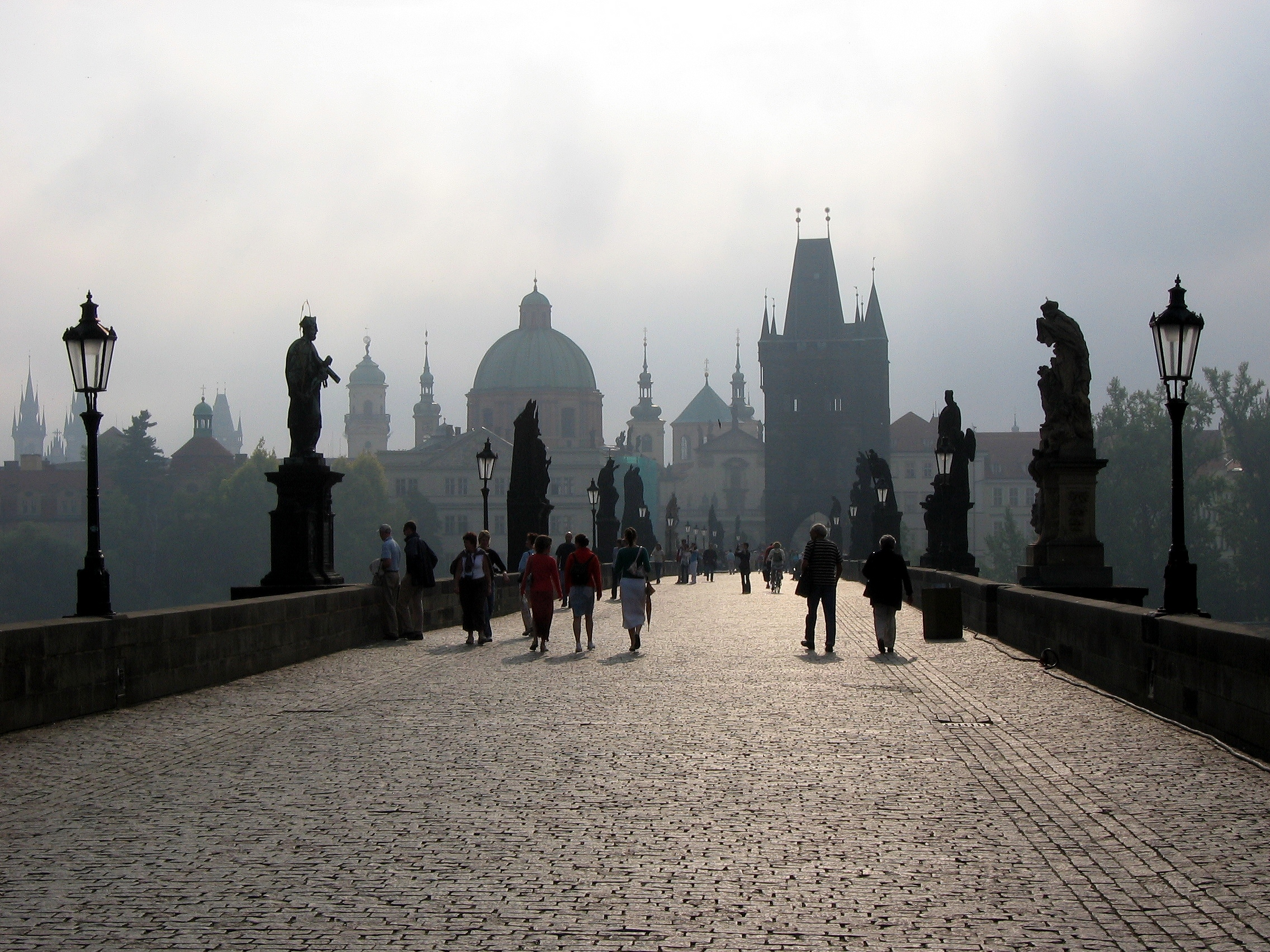
El puente de Carlos en Praga, un claro ejemplo de puente para peatones y ciclistas

Un puente es diseñado para ferrocarriles, tráfico automovilístico o peatonal, tuberías de transporte de gas o agua, o para el tráfico marítimo. En algunos casos puede haber restricciones en su uso. Por ejemplo, puede ser un puente en una autopista y estar prohibido para peatones y bicicletas, o un puente peatonal, posiblemente también para bicicletas.
Las partes inferiores de los puentes alrededor de todo el mundo son puntos frecuentes de grafiti.
Un acueducto es un puente que transporta agua. Semejante a un viaducto, conecta puntos de altura semejante.

### Taxonomía estructural y evolucionaria
Los puentes pueden ser clasificados por la forma en que las cuatro fuerzas de tensión, compresión, flexión y tensión cortante o cizalladura están distribuidas en toda su estructura. La mayor parte de los puentes emplea todas las fuerzas principales en cierto grado, pero solo unas pocas predominan. La separación de fuerzas puede estar bastante clara. En un puente suspendido, los elementos en tensión son distintos en forma y disposición. En otros casos las fuerzas pueden estar distribuidas entre un gran número de miembros, tal como en uno apuntalado, o no muy perceptibles a simple vista como en una caja de vigas. Los puentes también pueden ser clasificados por su linaje.

### Puentes decorativos y ceremoniales
Para crear una imagen bella, algunos puentes son construidos mucho más altos de lo necesario. Este tipo, frecuentemente encontrado en jardines con estilo asiático oriental, es llamado «puente luna», evocando a la luna llena en ascenso.
Otros puentes de jardín pueden cruzar solo un arroyo seco de guijarros lavados, intentando únicamente transmitir la sensación de un verdadero arroyo.
Comúnmente en palacios un puente será construido sobre una corriente artificial de agua simbólicamente como un paso a un lugar o estado mental importante. Un conjunto de cinco puentes cruzan un sinuoso arroyo en un importante jardín de la Ciudad Prohibida en Pekín, China. El puente central fue reservado exclusivamente para el uso del emperador, la emperatriz y sus sirvientes.

### Puentes móviles
A continuación se muestran algunas de las construcciones de puentes móviles:

Puente levadizo
Puente basculante
Puente plegable
Puente rodante
Puente retráctil, deslizante o de desplazamiento horizontal
Puente de mesa
Puente de elevación vertical o de levante
Puente sumergible
Puente balanceador
Puente de inclinación
Puente giratorio o de oscilación
Puente transbordador

## Mantenimiento

### Fallos en puentes
En una estadística realizada en 1976, sobre las causas de fallo o rotura de 143 puentes en todo el mundo, resultó:
- 1 fallo debido a corrosión,
- 4 fallos por la fatiga de los materiales,
- 4 fallos por viento,
- 5 fallos por un diseño estructural inadecuado,
- 11 fallos debidos a terremotos,
- 12 fallos fueron por un procedimiento inadecuado de construcción,
- 14 fallos fueron por sobrecarga o impacto de embarcaciones,
- 22 fallos por materiales defectuosos,
- 70 fallos fueron causados por crecidas (de los cuales 66 fueron debidos a la socavación, 46 % del total).

Esto muestra que los aspectos hidráulicos son fundamentales en los puentes; un buen conocimiento de estos aspectos hará el puente más seguro y barato.

### Vigilancia del estado de los puentes
Existen varios métodos para controlar el estado de grandes estructuras como los puentes. En la actualidad, muchos puentes de gran envergadura se monitorizan de forma rutinaria con una serie de sensores. Se utilizan muchos tipos de sensores, como transductores de tensión, acelerómetros, inclinómetros y GPS. Los acelerómetros tienen la ventaja de ser inerciales, es decir, no necesitan un punto de referencia para medir. Esto suele ser un problema para la medición de distancias o desviaciones, especialmente si el puente está sobre el agua.
Una opción para la supervisión de la integridad estructural es la "supervisión sin contacto", que utiliza el efecto Doppler (desplazamiento Doppler). Un rayo láser de un vibrómetro Doppler láser se dirige al punto de interés, y la amplitud y la frecuencia de la vibración se extraen del desplazamiento Doppler de la frecuencia del rayo láser debido al movimiento de la superficie. La ventaja de este método es que el tiempo de preparación del equipo es más rápido y, a diferencia de un acelerómetro, esto permite realizar mediciones en múltiples estructuras en el menor tiempo posible. Además, este método puede medir puntos específicos de un puente a los que podría ser difícil acceder. Sin embargo, los vibrómetros son relativamente caros y tienen la desventaja de que se necesita un punto de referencia para medir.
Para ayudar a la inspección de puentes, se pueden registrar instantáneas en el tiempo del estado exterior de un puente mediante lidar, que puede proporcionar mediciones de la geometría del puente (para facilitar la construcción de un modelo informático), pero la precisión suele ser insuficiente para medir las deflexiones del puente bajo carga.
Mientras que los puentes modernos de mayor tamaño se controlan de forma rutinaria electrónicamente, los puentes más pequeños suelen ser inspeccionados visualmente por inspectores formados. Existe un gran interés en la investigación sobre el reto que suponen los puentes más pequeños, ya que a menudo se encuentran en lugares remotos y no disponen de energía eléctrica in situ. Las posibles soluciones son la instalación de sensores en un vehículo de inspección especializado y el uso de sus mediciones mientras pasa por el puente para inferir información sobre el estado del mismo. Estos vehículos pueden estar equipados con acelerómetros, girómetros, vibrómetros láser Doppler y algunos incluso tienen la capacidad de aplicar una fuerza resonante a la superficie de la carretera para excitar dinámicamente el puente a su frecuencia de resonancia.

## Instalaciones especiales
Algunos puentes pueden tener instalaciones especiales, como la torre del puente Nový Most en Bratislava, que contiene un restaurante. En otros puentes suspendidos, pueden instalarse antenas de transmisión. Un puente sobre el Arno en Florencia (Italia) tiene tiendas comerciales a ambos lados. 
Un puente puede contener líneas eléctricas, como el puente Storstrøm. Además los puentes también soportan tuberías, líneas de distribución de energía o de agua mediante una carretera o una línea férrea.

### Materiales
Se usan diversos materiales en la construcción de puentes. En la antigüedad, se utilizaba principalmente madera y posteriormente piedra. Más recientemente se han construido puentes metálicos, material que les da mucha mayor fuerza. Los principales materiales que se emplean para la edificación de los puentes son:

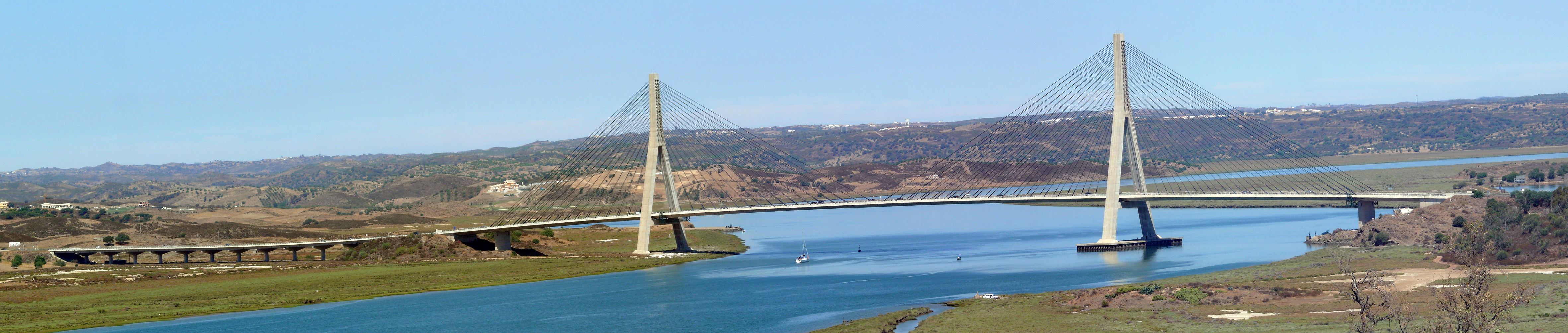
Puente Internacional del Guadiana, en la frontera entre España y Portugal.

- Piedra
- Madera
- Acero
- Cemento
- Hormigón pretensado
- Hormigón postensado
- Mixtos

## Índice visual de puentes

### Índice de tipos de puentes
1. Puente en arco
2. Puente viga
3. Puente en ménsula
4. Puente atirantado de pilón contrapeso
5. Puente levadizo
6. Puente de viga metálica
7. Puente de troncos
8. Puente suspendido
9. Puente transbordador
10. Puente colgante
11. Puente flotante
12. Puente semi sumergido
13. Puente flotante sumergido
14. Puente badén

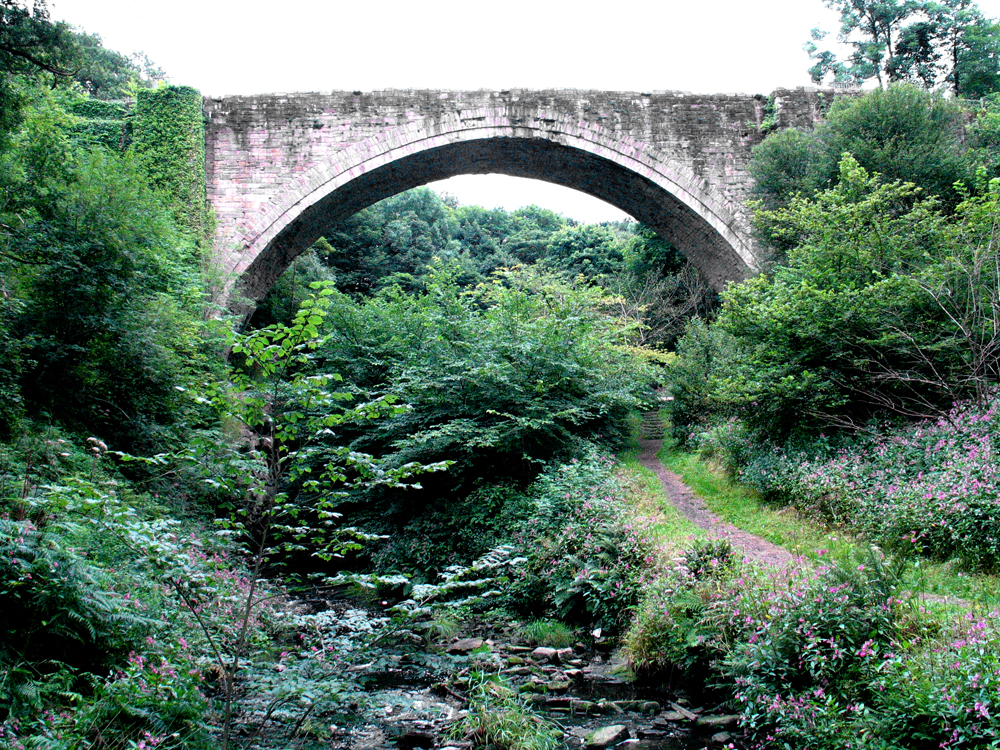
Puente en arco
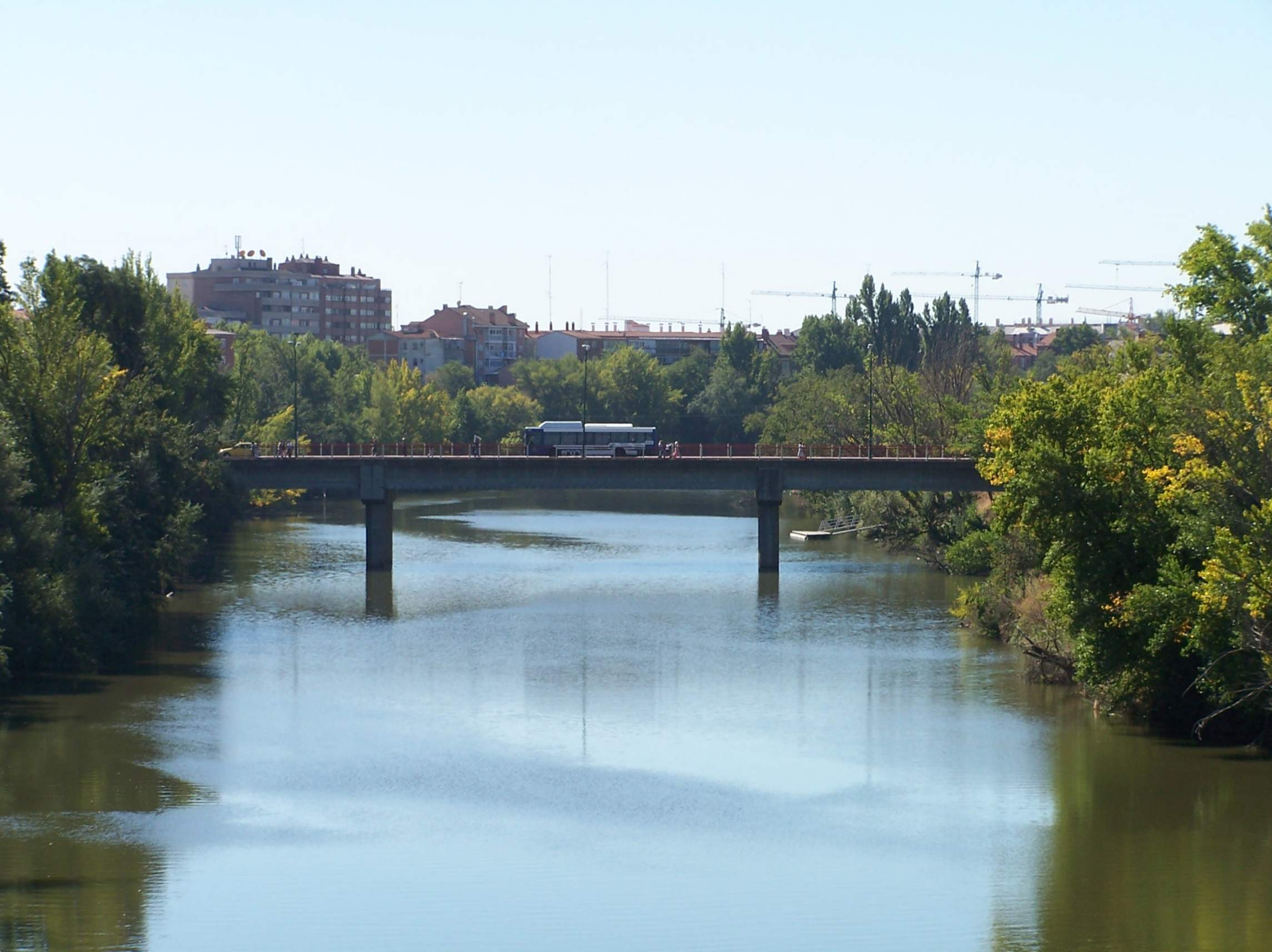
Puente viga
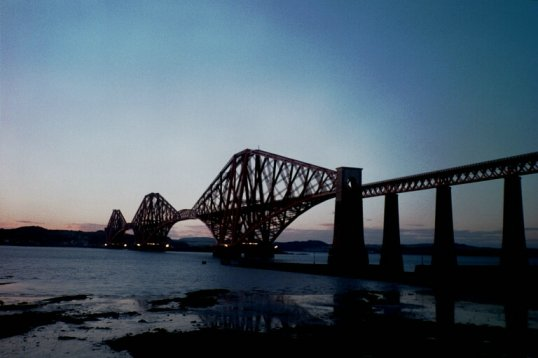
Puente en ménsula
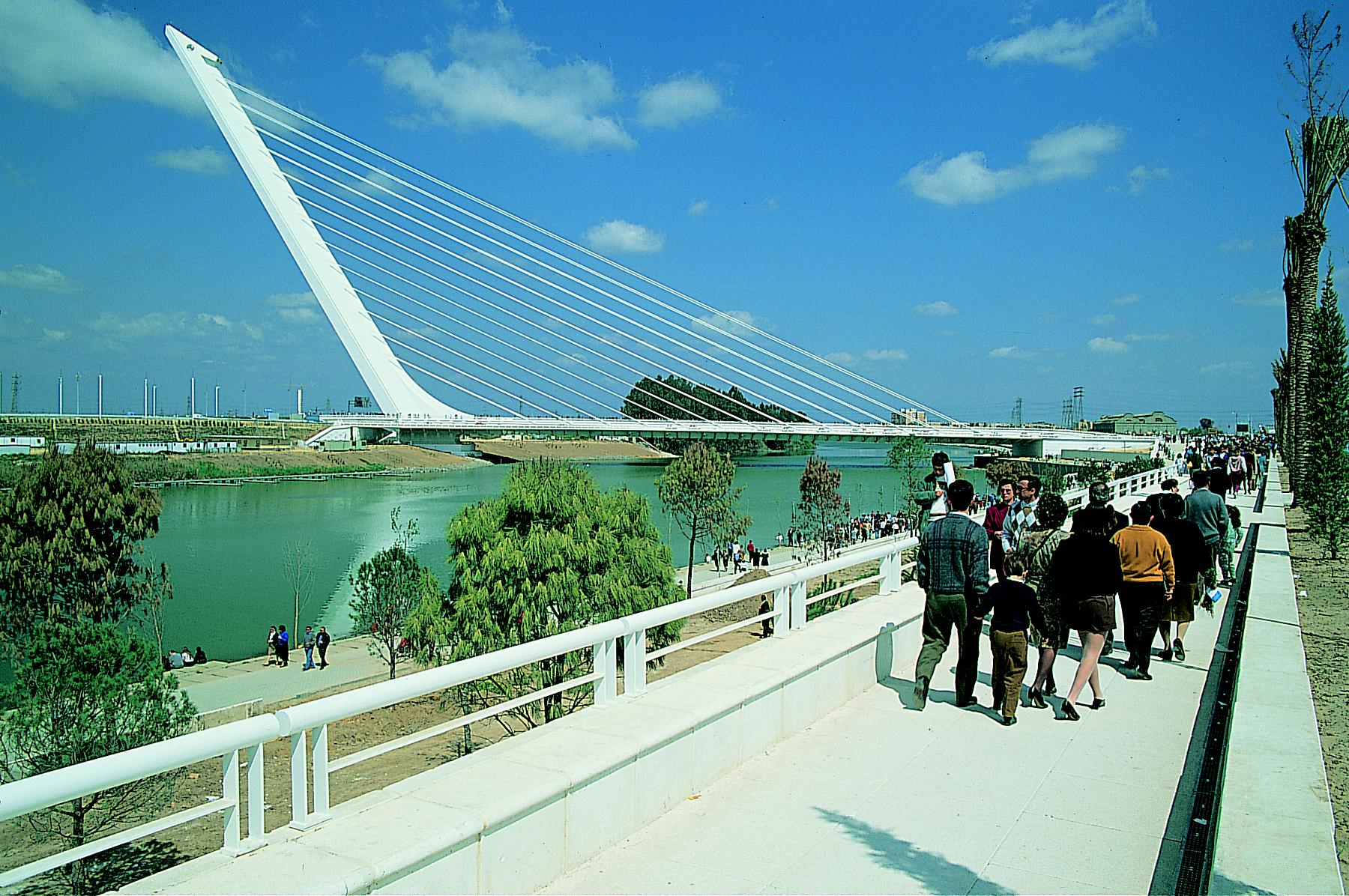
Puente atirantado de pilón contrapeso
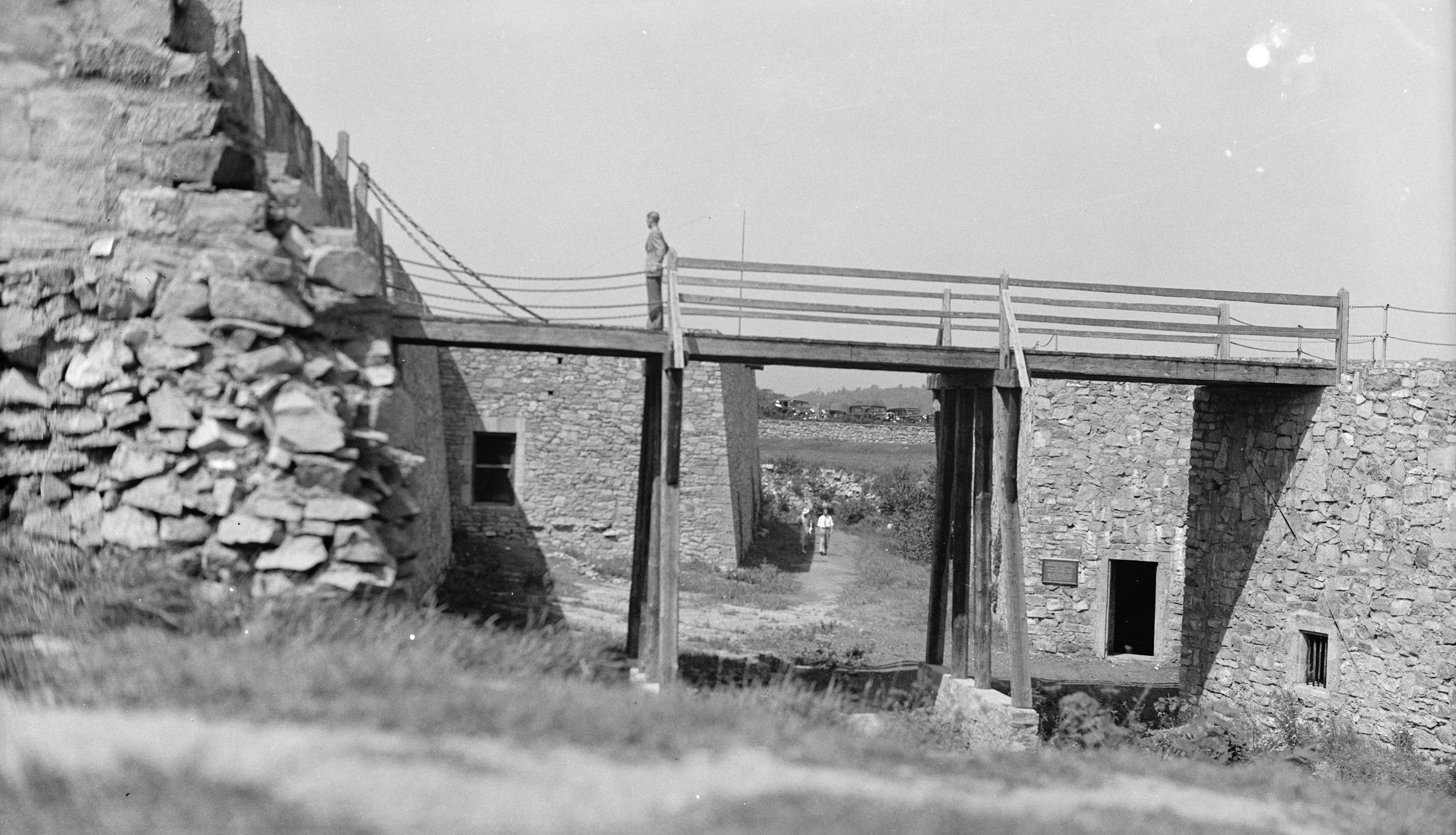
Puente levadizo
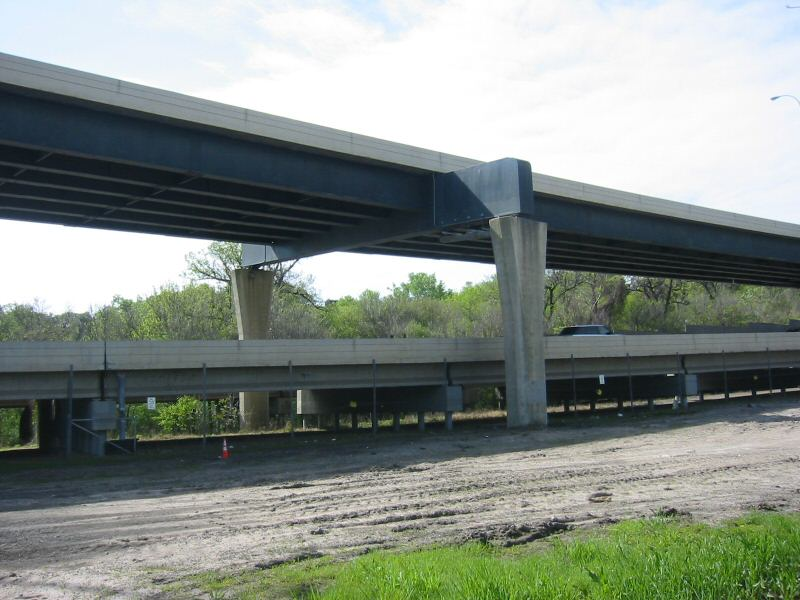
Puente de viga metálica
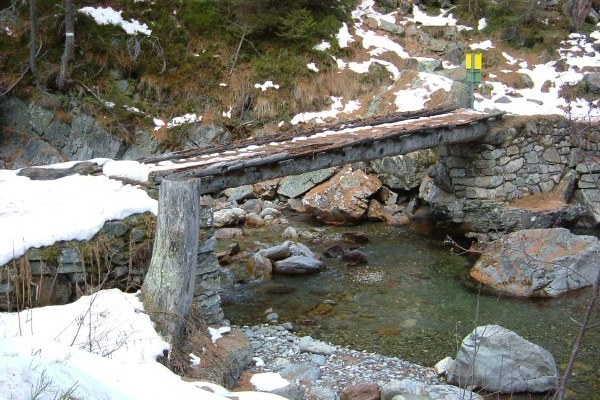
Puente de troncos
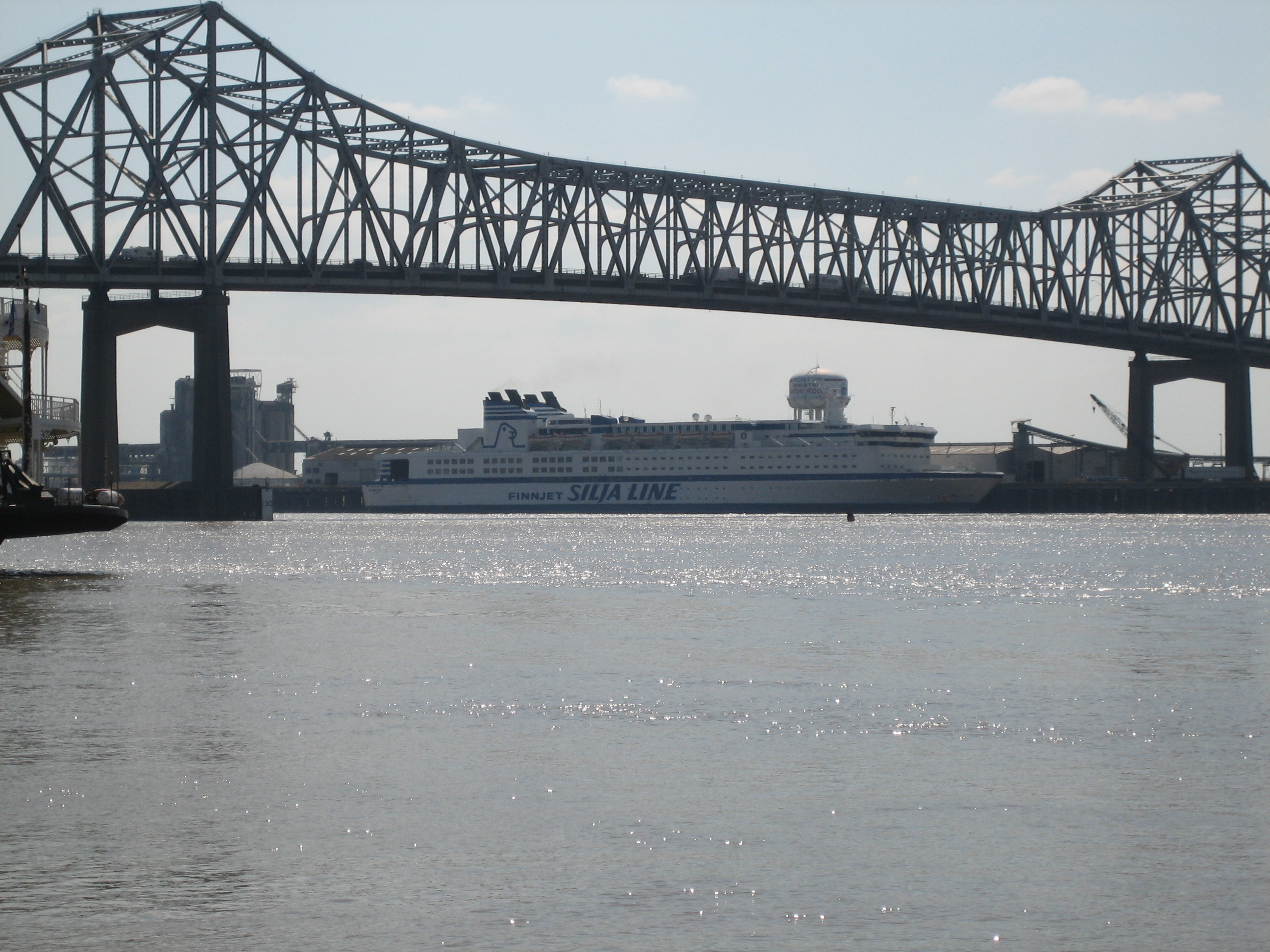
Puente suspendido
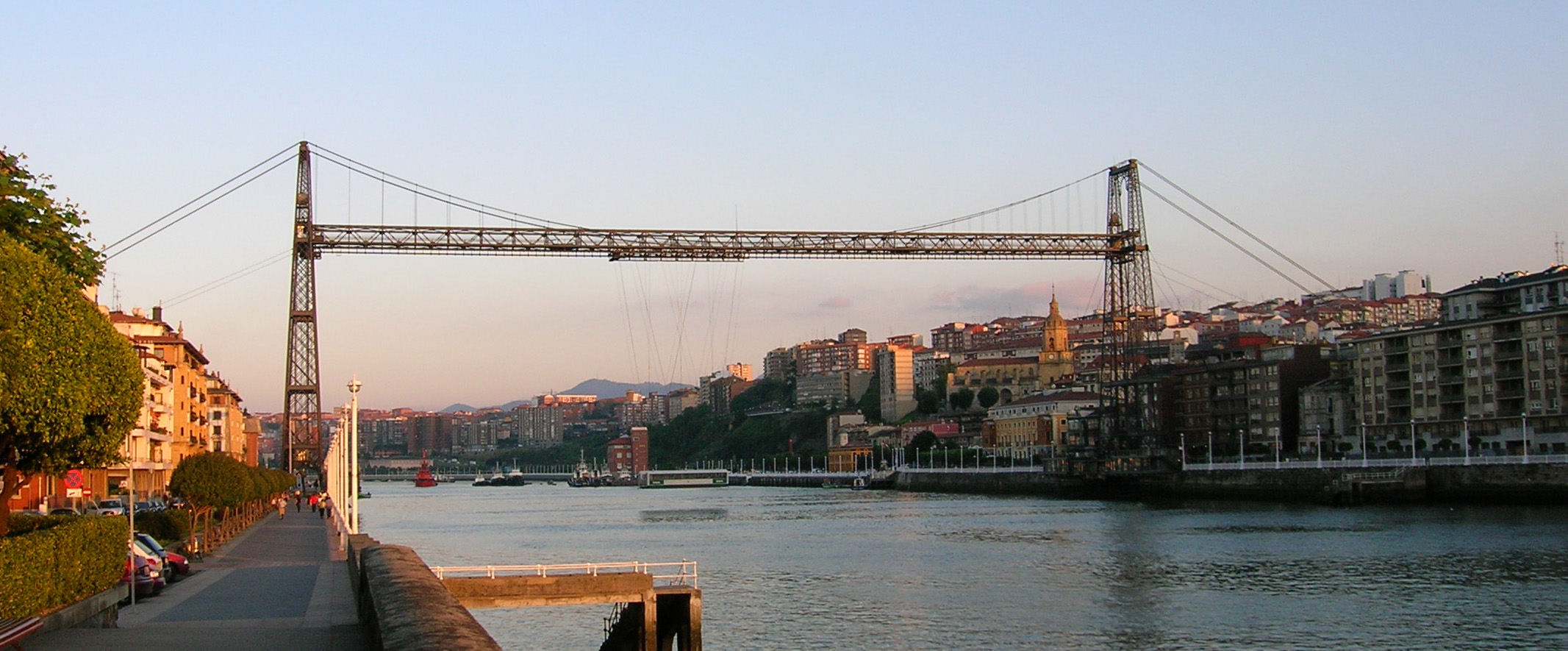
Puente transbordador
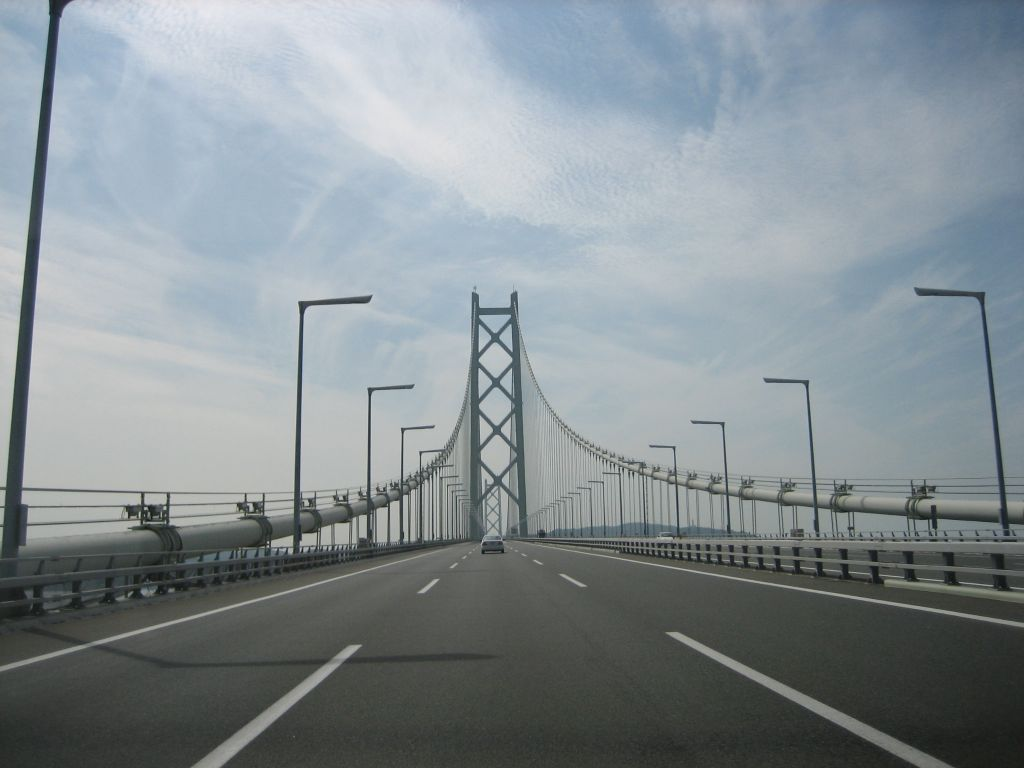
Puente colgante
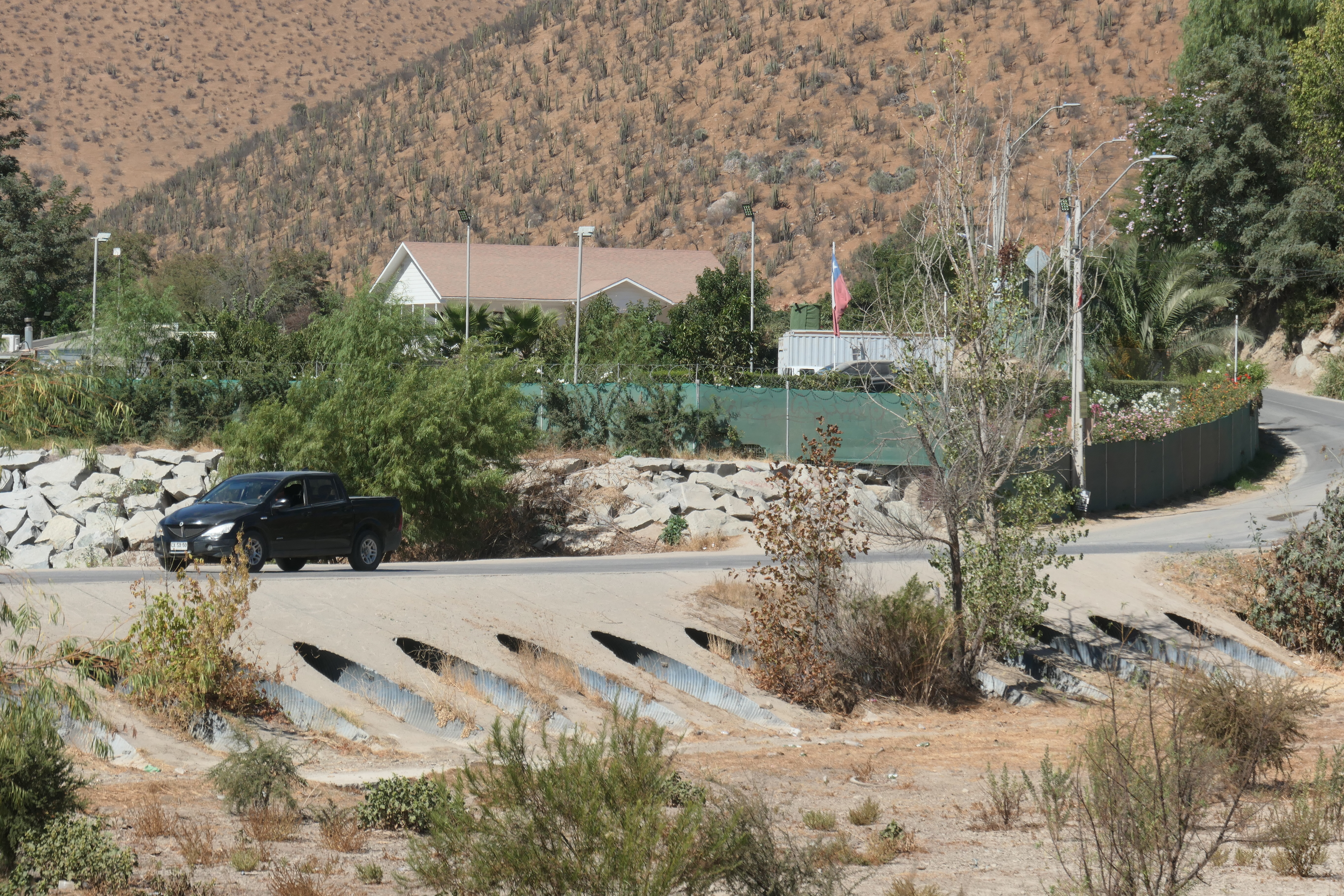
Puente badén, que permite el paso de las crecidas sobre el puente.

### Índice de estructuras relacionadas con puentes
1. Puente Bailey
2. Pozo de cimentación
3. Pasarela de acceso a aeronaves
4. Puente canal
5. Viaducto
6. Muelle Flotante

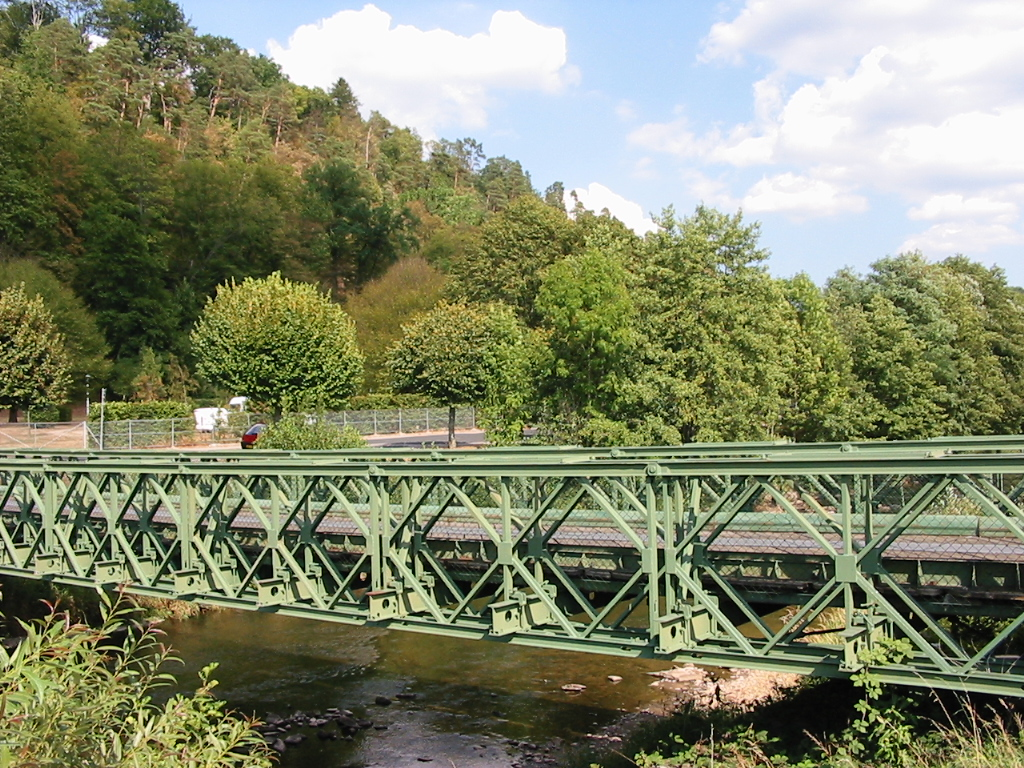
Puente Bailey
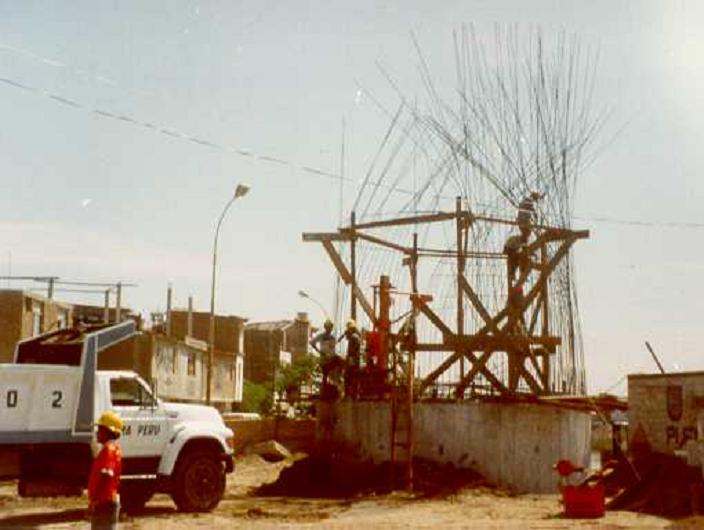
Pozo de cimentación
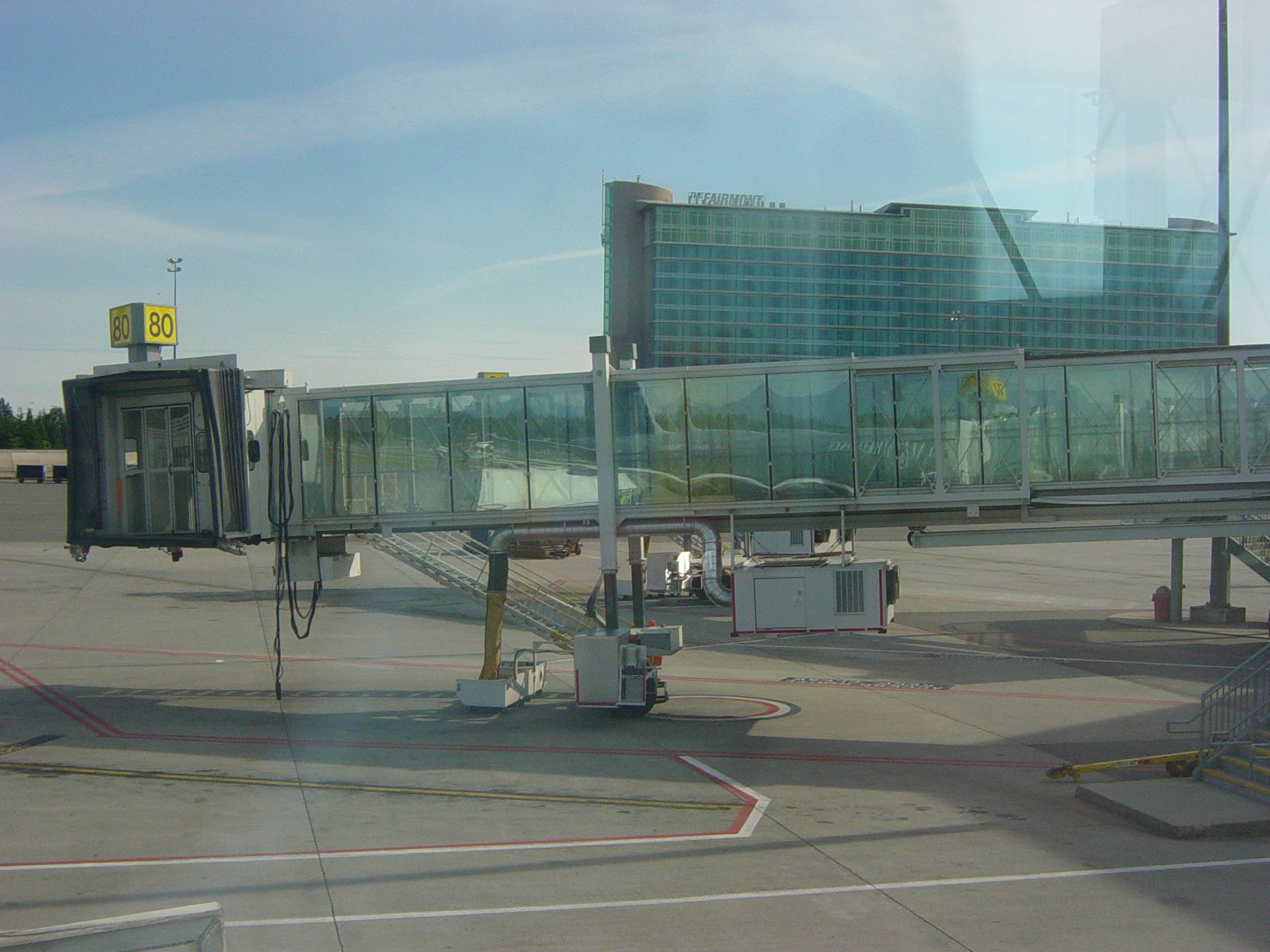
Pasarela de acceso a aeronaves
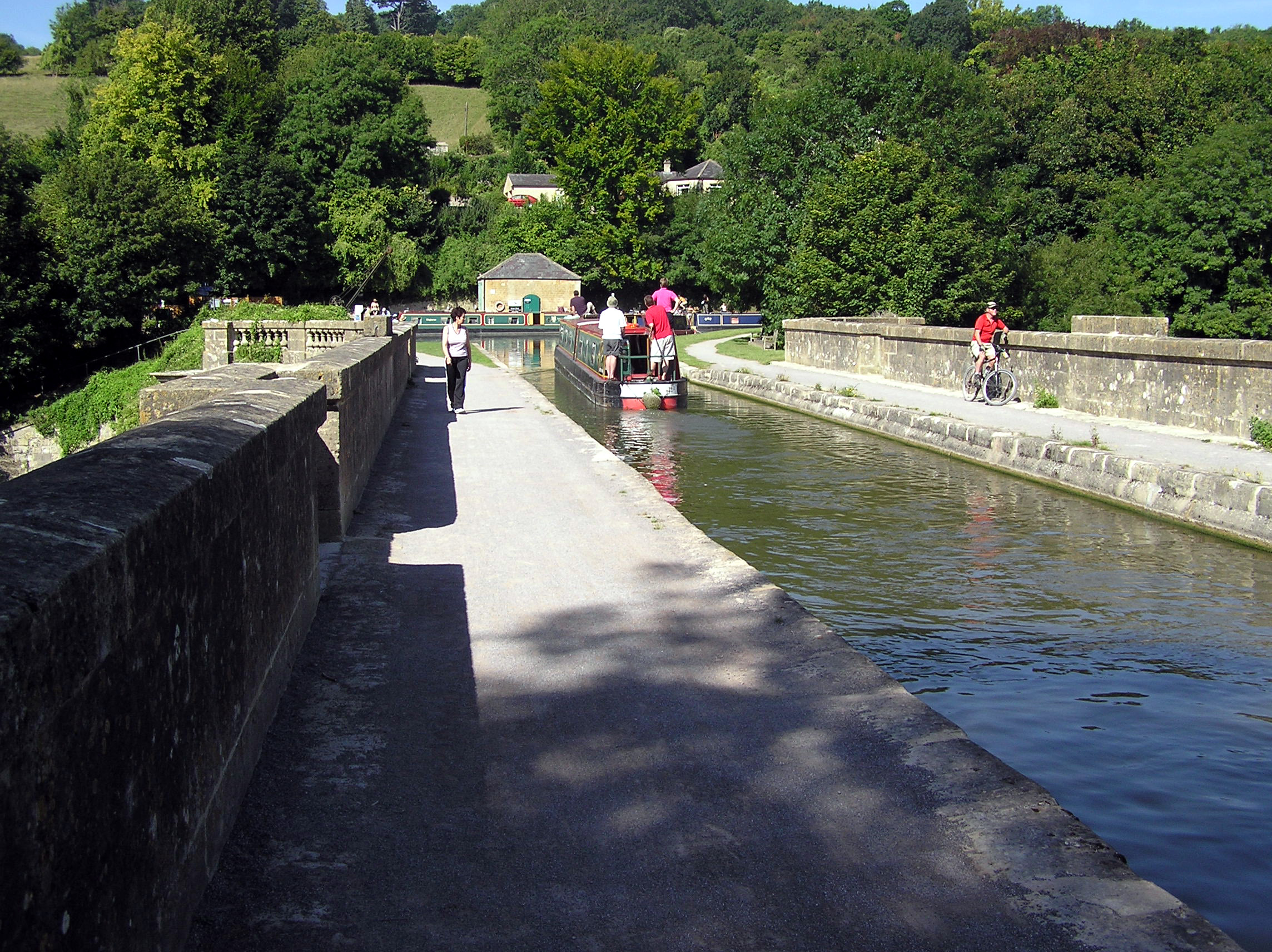
Puente canal
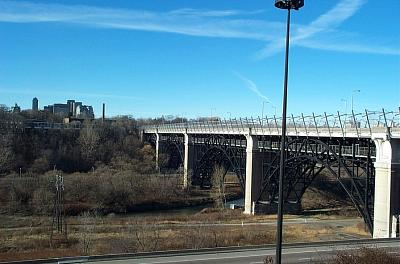
Viaducto
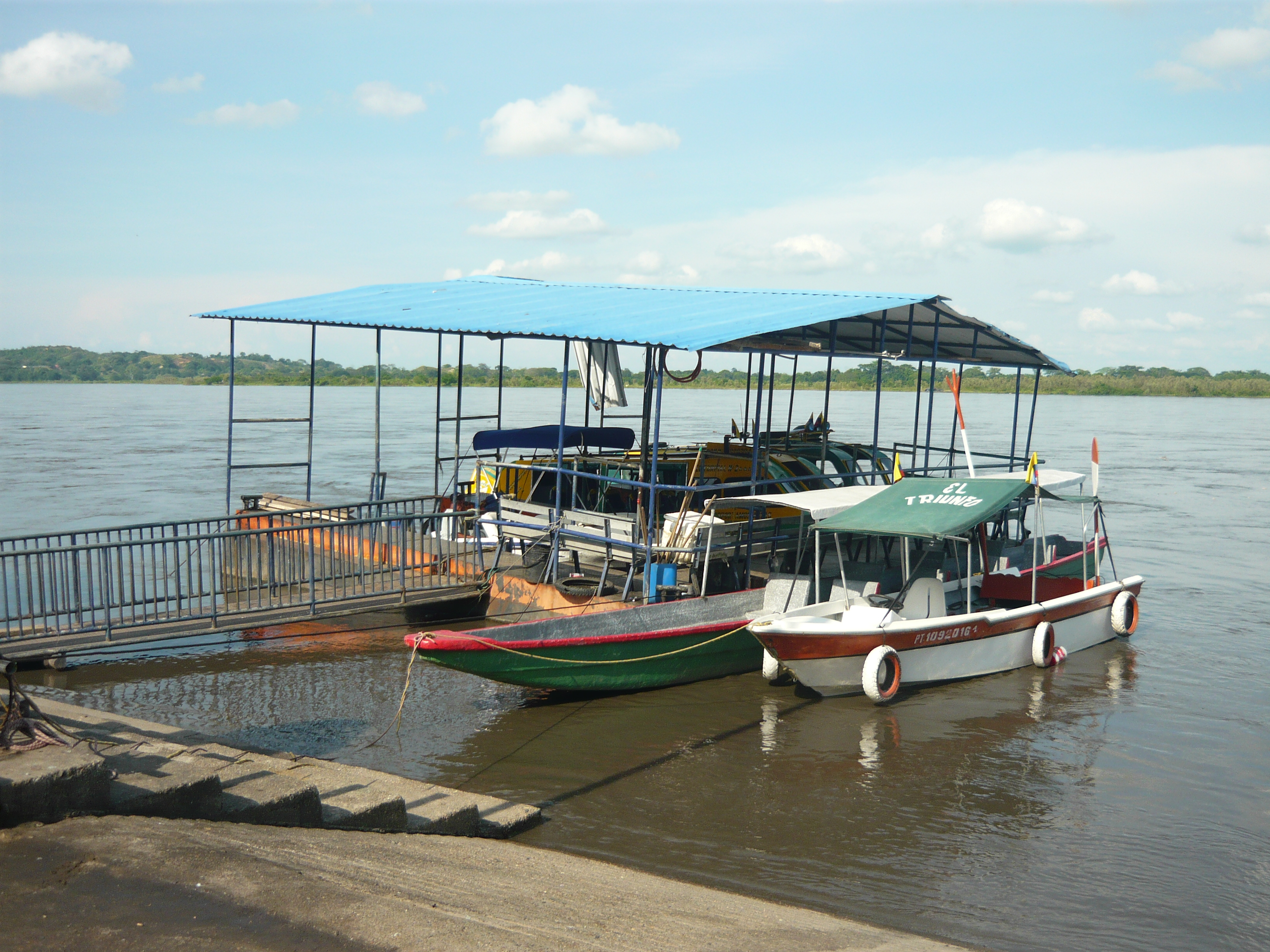
Muelle flotante

## Récords mundiales
- El Puente de la bahía de Hangzhou, China: el puente más largo del mundo sobre el mar. Tiene una longitud de 36 km.
- El Puente Akayashi Kaikyo, Japón: el puente colgante más largo del mundo. Tiene una longitud de 3911 m.
- El Gran Puente Danyang–Kunshan, China: el puente más largo del mundo. Cruza el Lago Yangcheng, con una longitud de 164.8 km.
- El Viaducto de Millau, Francia: el puente atirantado más largo del mundo. Tiene una longitud de 2460 m.
- El Puente Baluarte Bicentenario, México: el puente atirantado más alto del mundo, con 402.57 m de altura, ostenta ahora el récord Guiness.
- El Puente Lupu, China: el puente de arco más largo del mundo, con una longitud total 3.9 km.
- El Puente Charles Kuonen Hängebrücke, también conocido como Europabrüecke, Suiza: el puente colgante peatonal más largo del mundo, con 494 m de longitud.

Puente de madera que une Punta del Caimán con la playa de la Gaviota, en Isla Cristina, provincia de Huelva.